# Biserica Adormirea Maicii Domnului din Săsăuș

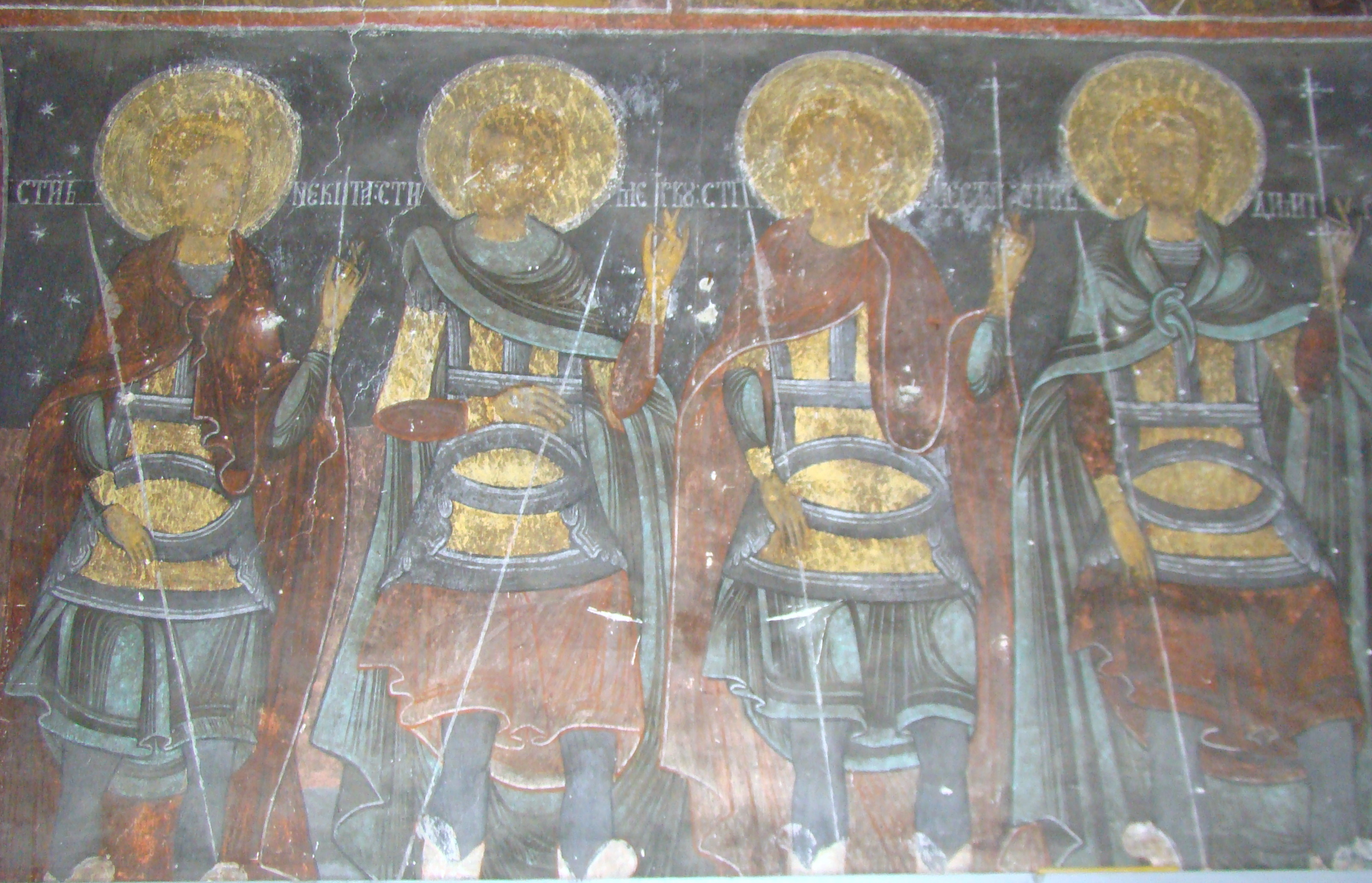
Detaliu din friza Sfinților Mucenici

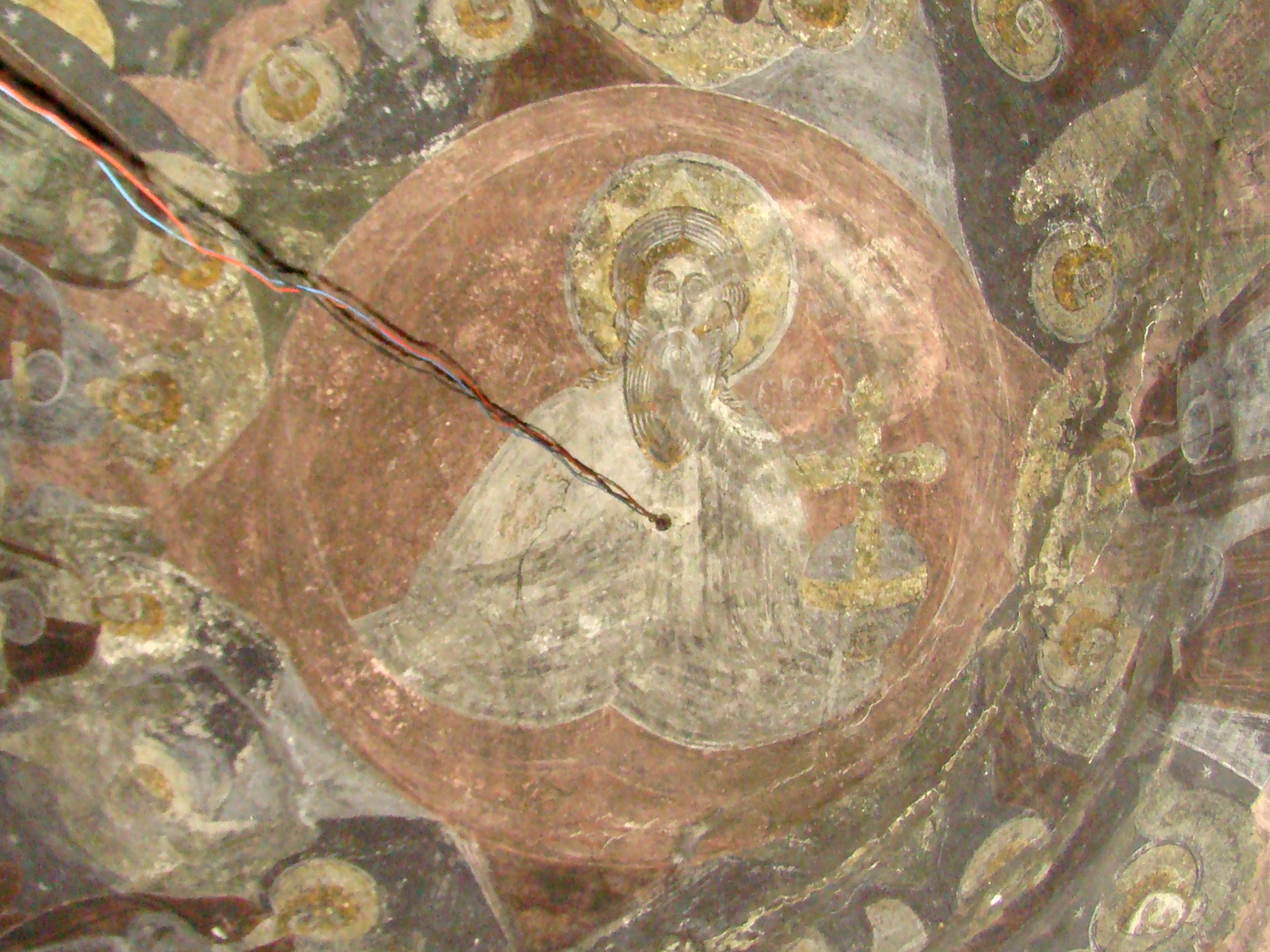
Cupola

Biserica „Adormirea Maicii Domnului” din Săsăuș, comuna Chirpăr, județul Sibiu, a fost construită în anul 1780. Lăcașul de cult figurează pe lista monumentelor istorice 2015, cod LMI SB-II-m-B-12541.

## Istoric și trăsături
Datarea este incertă. Ca datare oficială este consemnat anul 1782. Elementele care au concurat la stabilirea acestei date: inscripția de pe clopotul mic din turnul clopotniță: „Să se știe că acest clopot al ... s-a făcut în casa lui Stanislavă și B.M. (?) anii 1741”, respectiv inscripția de pe ușa pronaosului: „1780”.
Ușa a fost adusă de la Mănăstirea din Piscul Hotarului din Săsăuș. Specialiștii Direcției Județene pentru Cultură și Patrimoniu Național consideră însă că cercetarea arheologică amănunțită ar putea coborî datarea până în secolul al XVII-lea, biserica suferind în timp mai multe intervenții structurale care au transformat-o radical.
Biserica a fost construită din piatră și cărămidă, pe cheltuiala credincioșilor.
Planul este dreptunghiular alungit, încheiat la est cu o absidă poligonală decroșată. În partea vestică se află turnul clopotniță de forma unei prisme cu plan rectangular. Dimensiuni: 26 metri lungime, 8 m lățime, păstrând sistemul mononavat de biserică sală, specific arhitecturii ecleziastice din sudul Transilvaniei. Absida altarului nu are interiorul rotunjit, fiind poligonală, atât la exterior, cât și la interior, o caracteristică a bisericilor occidentale. 

## Pictura
Cupola este decorată cu Iisus Pantocrator, Tronul Etimasiei, cete de îngeri, Iisus binecuvântând între episcopi, iar în pandantivi, evangheliștii. În pictura absidei se remarcă Dumnezeu Tatăl și Maica Domnului cu Iisus în brațe șezând pe tron. Arhanghelul Gavril, Prorocul Zaharia și Elisaveta cu Ioan, Dumineca Tomii, Înălțarea, Filoxenia lui Abraham, Arhanghelul Mihail, Prorocul Ioachim, Ana și Maria copil sunt scenele de pe arcul de răsărit al bisericii, Pe pereți apar scene precum Cina cea de taină, Iisus pe Muntele Măslinilor, Prohodul lui Iisus și Învierea.
Tradiția orală îi menționează ca autori pe frații Nicolae și Alexandru Grecu, biserica ar fi fost pictată la sfârșitul secolului al XVIII-lea, în 1780 sau 1782. 
Maria Zintz atribuie pictura zugravilor Nicolae și Vasile Grecu și o datează la câteva decenii după construirea edificiului.
Alexandru și Nicolae Grecu au fost primii zugravi ai familiei, școliți de către Pantelimon Zugravul din Horezu. Originari din Arpașu de Jos, cei doi frați s-au stabilit la Săsăuș, biserica de aici fiind prima dintr-un lung șir pe care le-au pictat și din care se mai păstrează douăsprezece. Compozițiile realizate de ei dau dovadă de simț cromatic și de știința îmbinării spațiului. Acestea se caracterizează prin originalitate și prin abordarea satirică atât a temelor sociale, cât și a unora dintre compozițiile religioase.

## Imagini din exterior

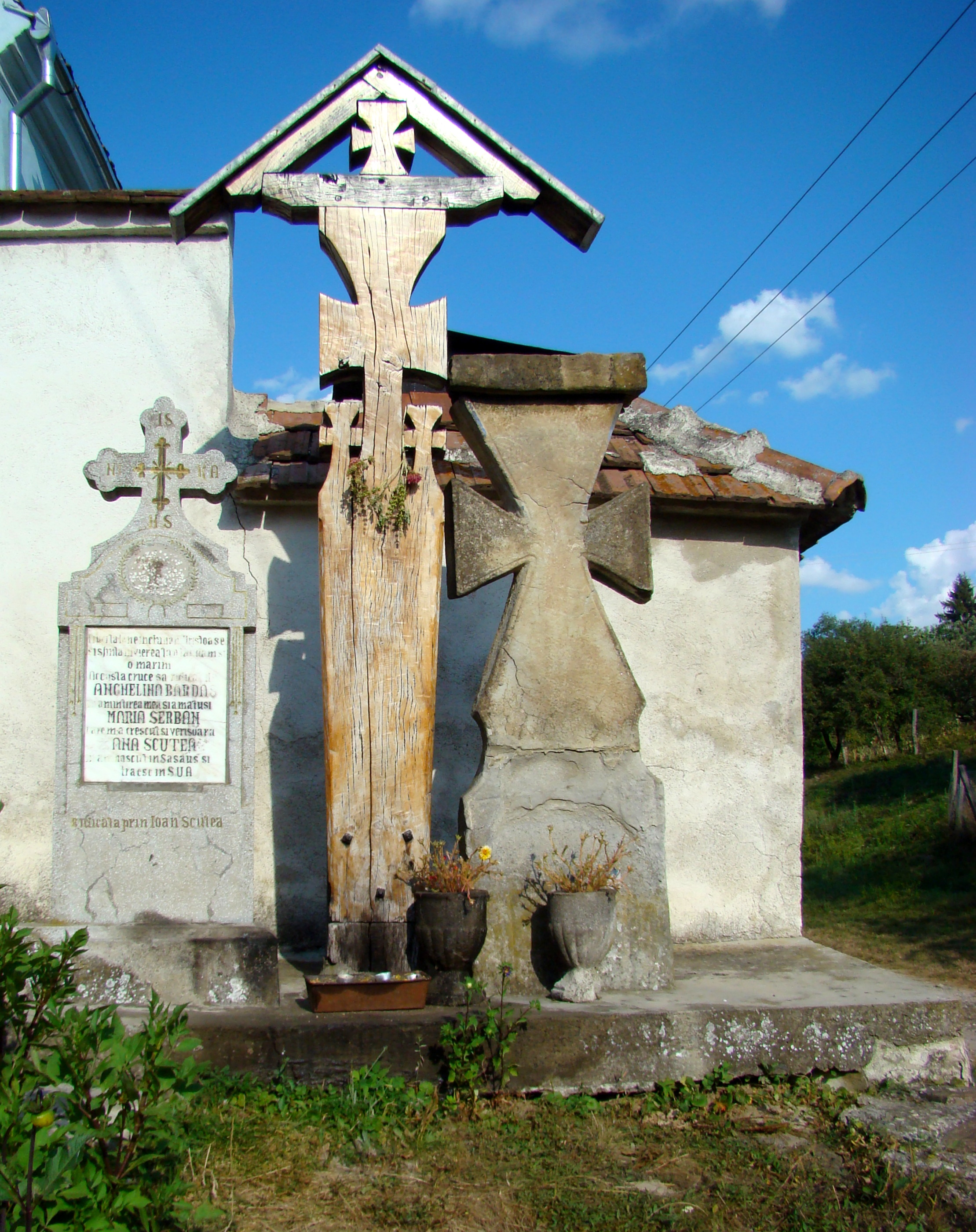
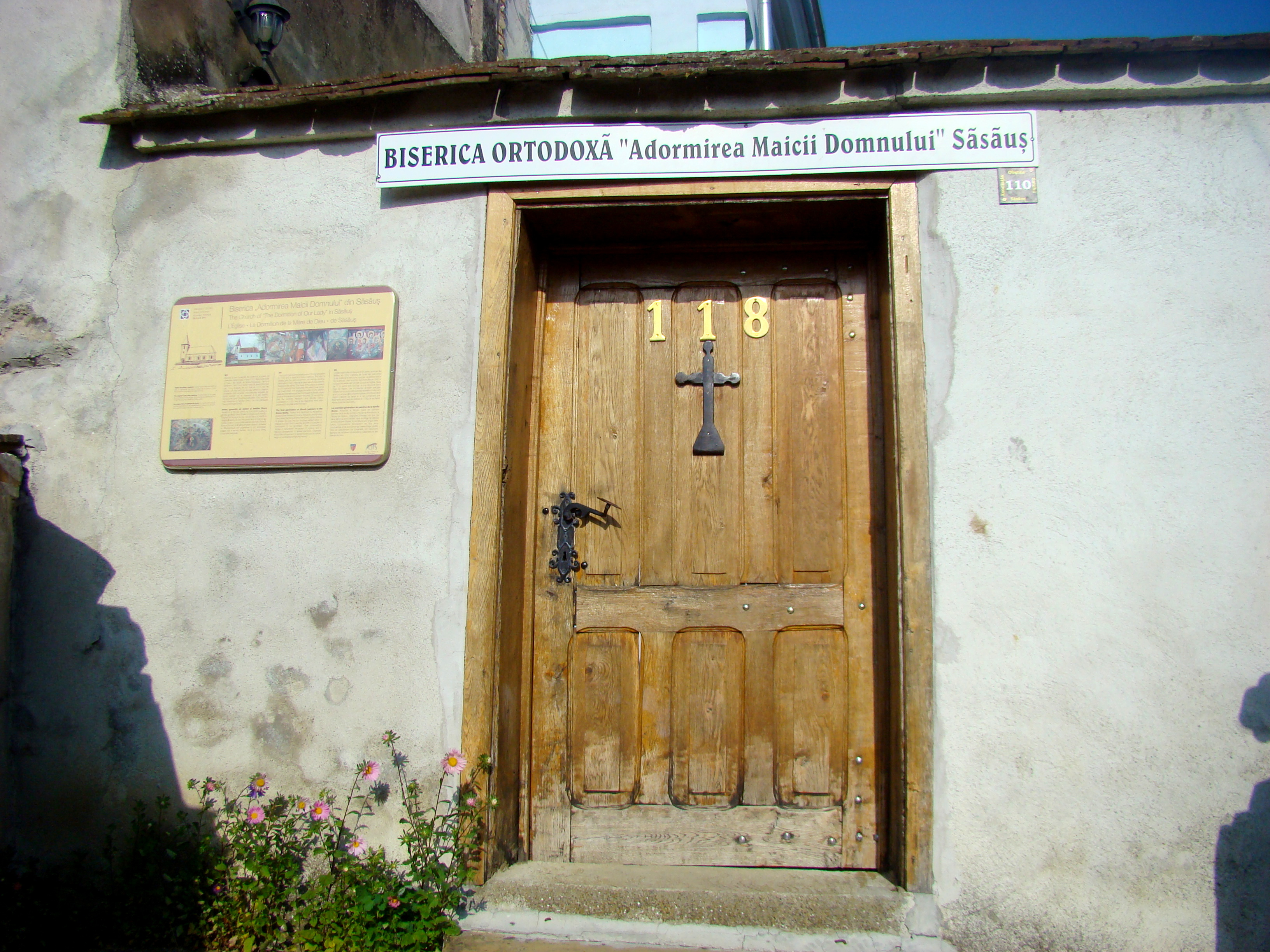
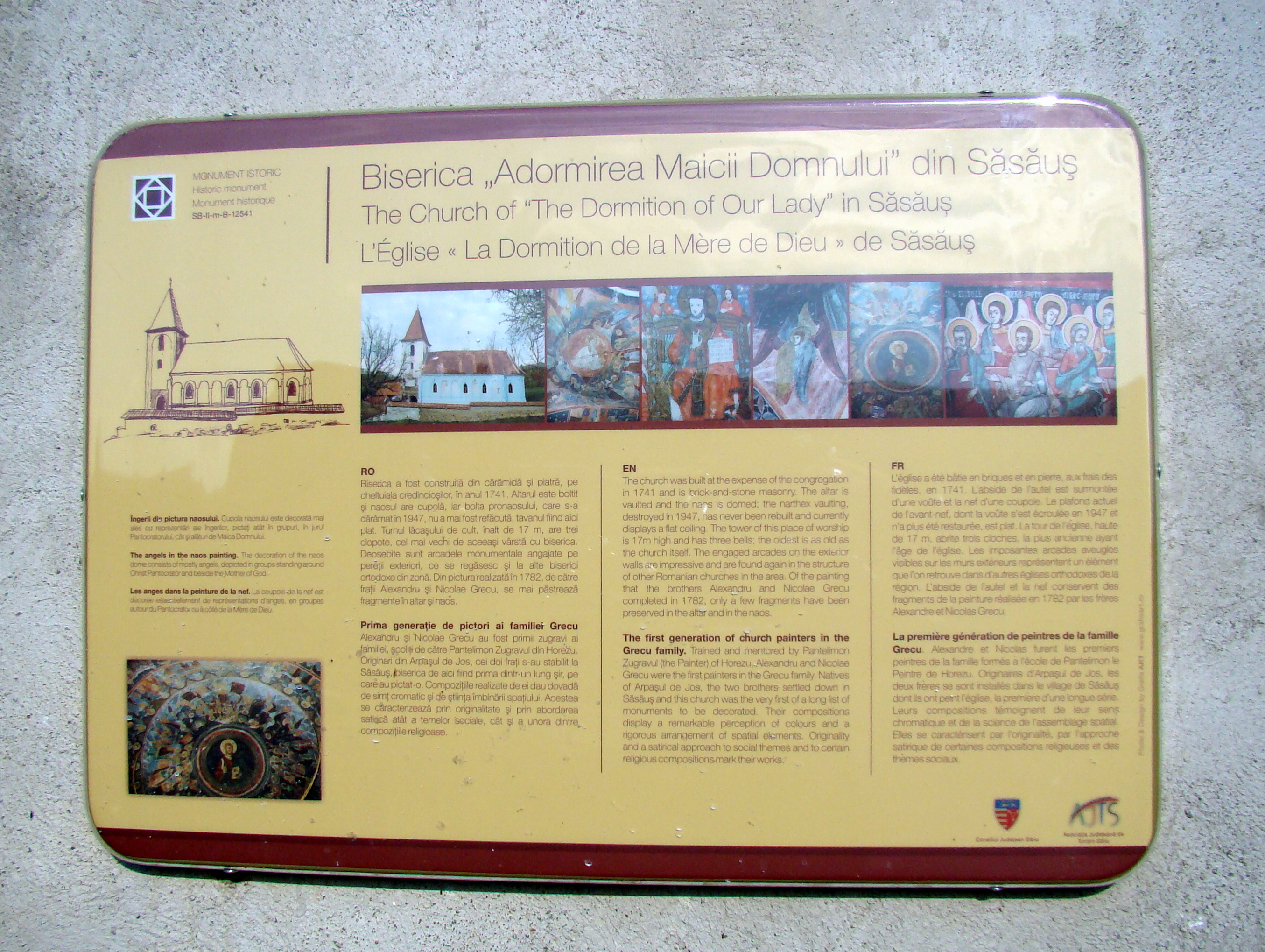
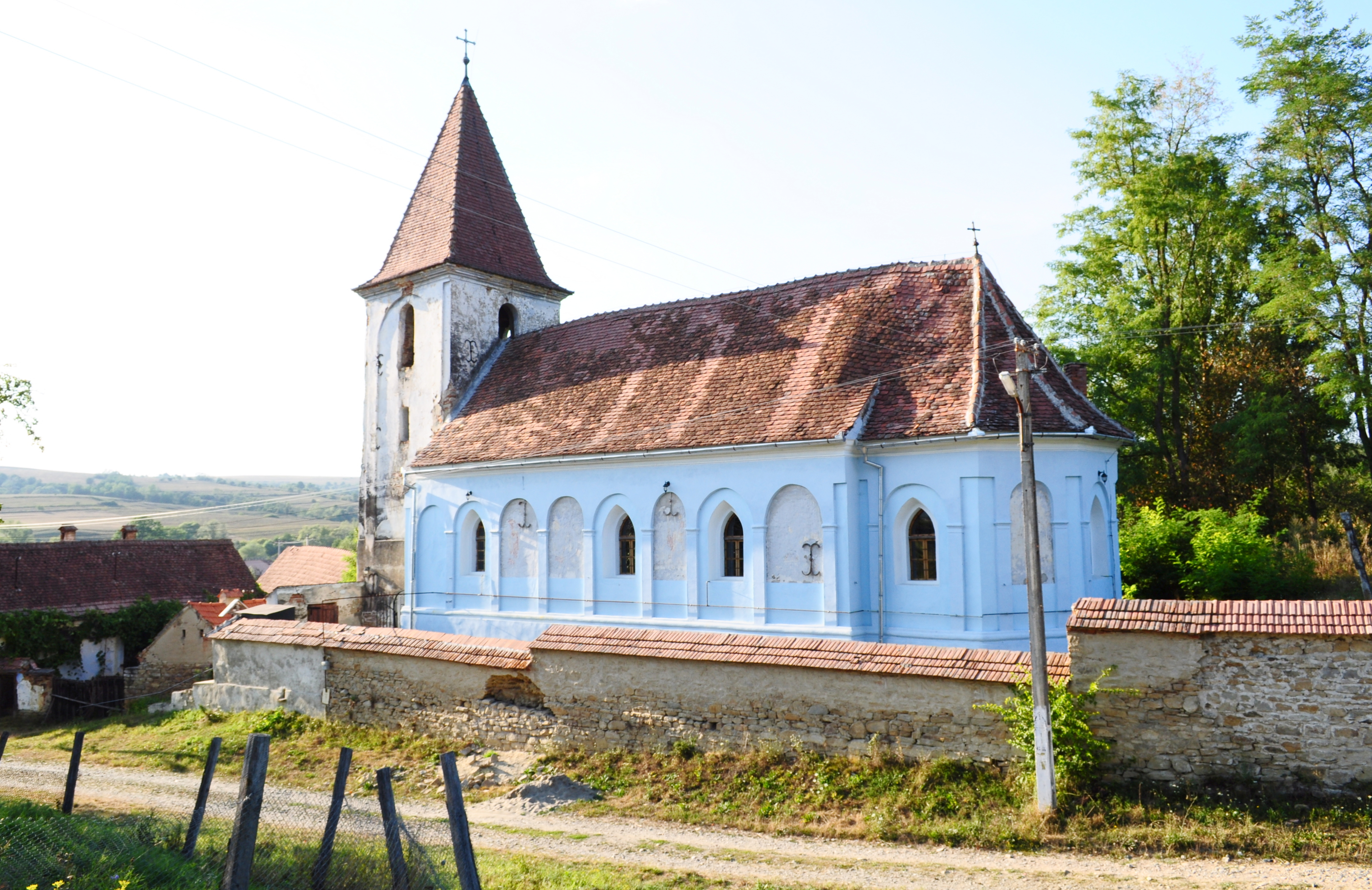
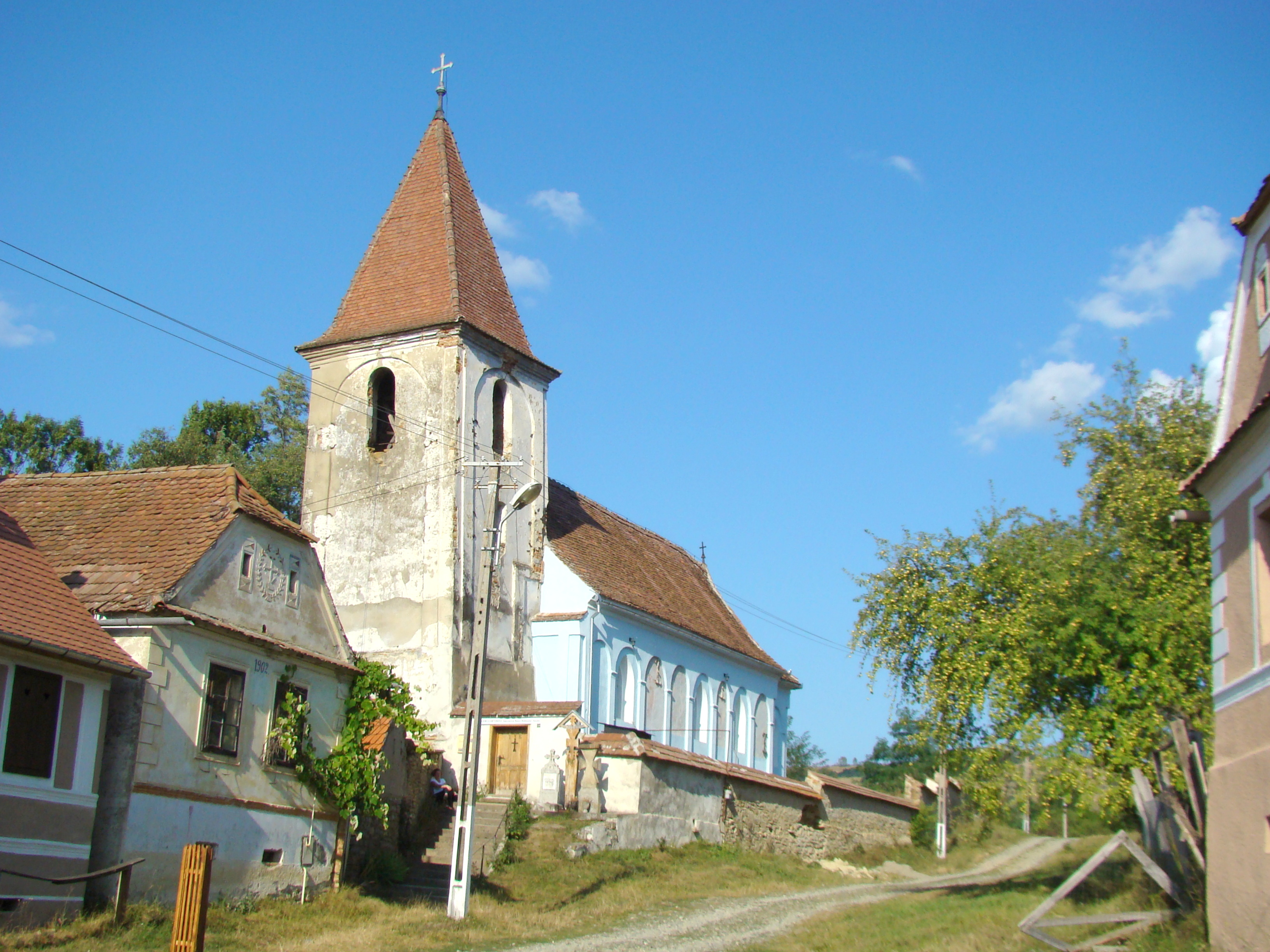
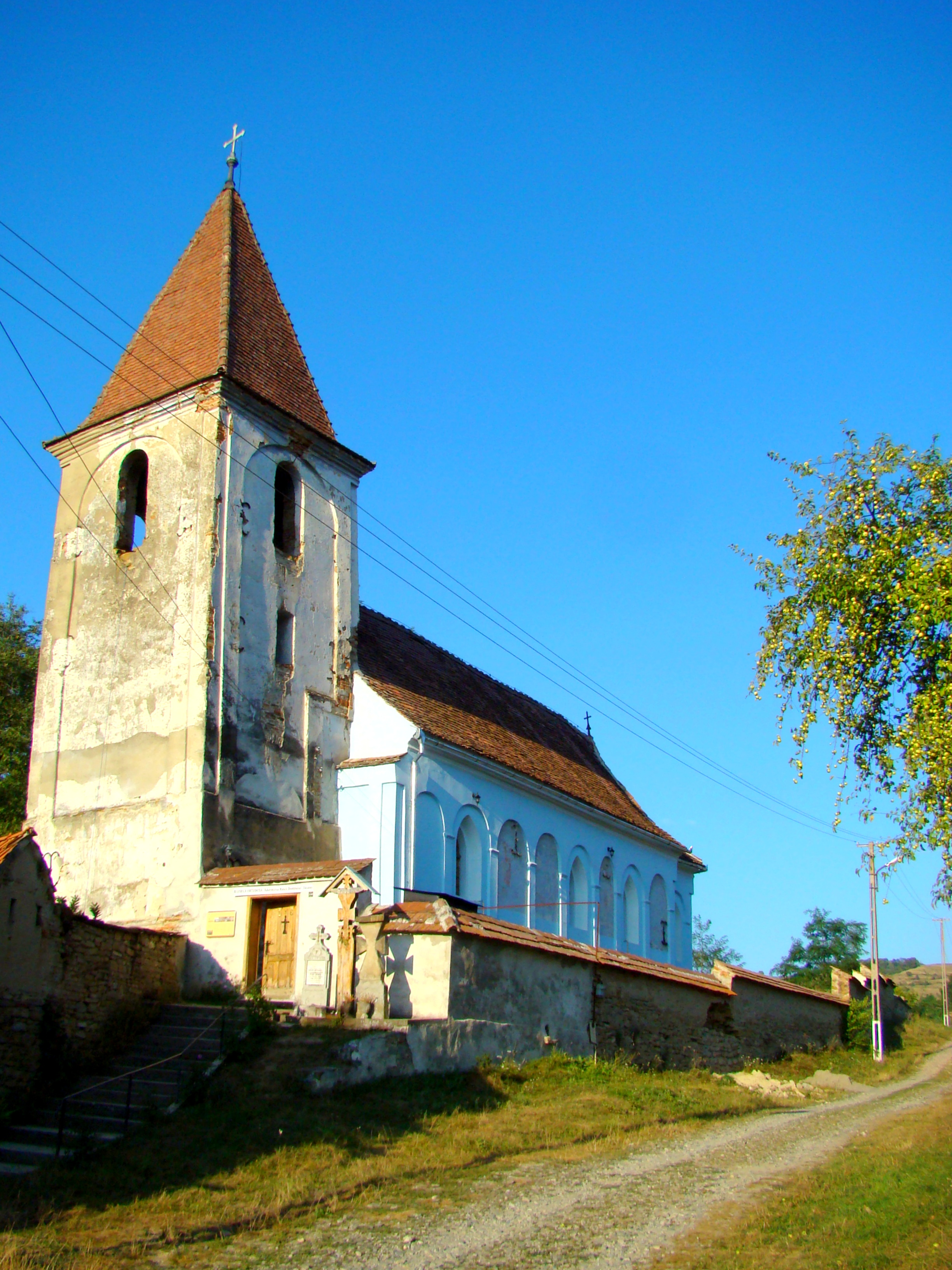
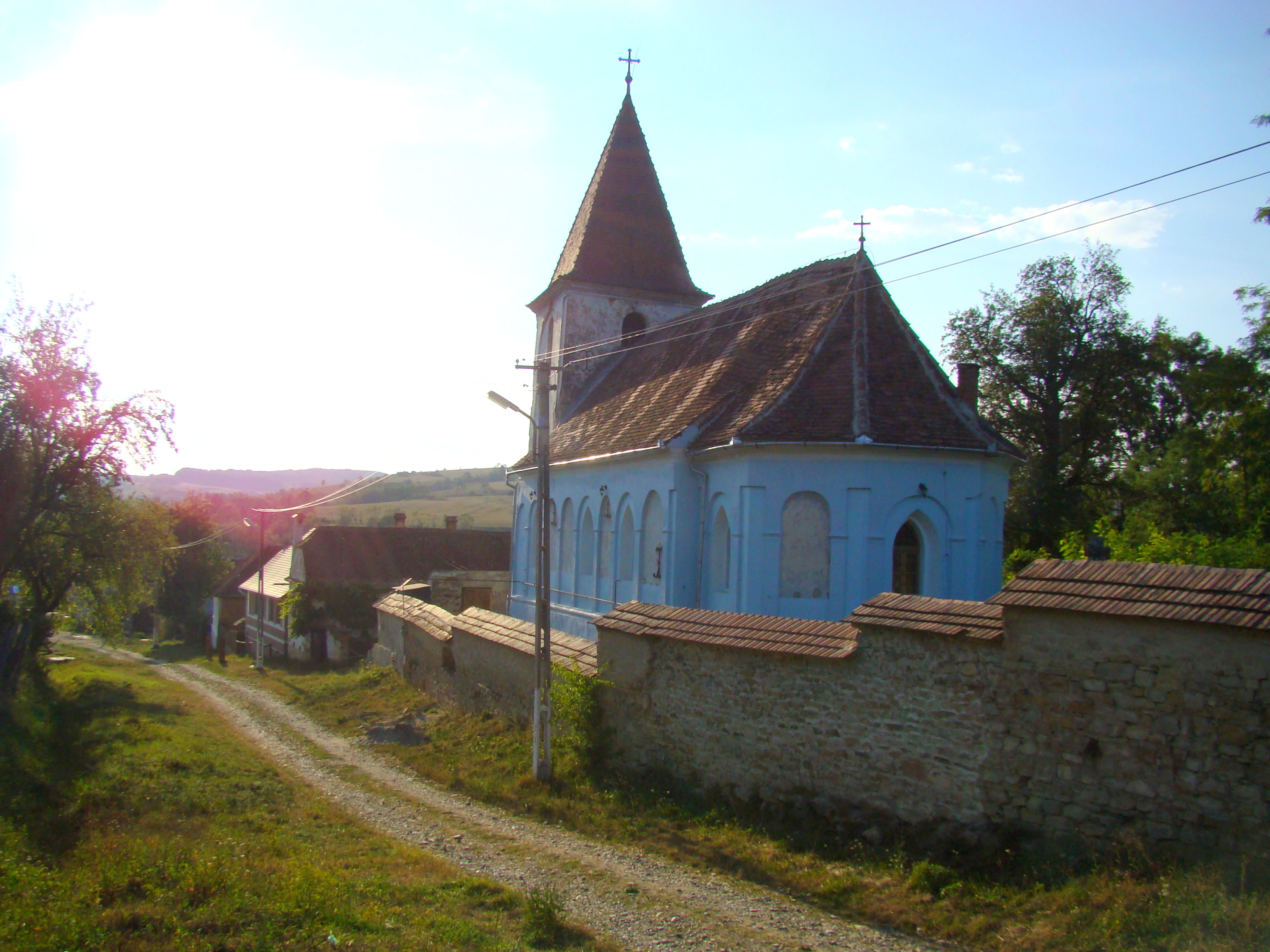
Ulița Bisericii
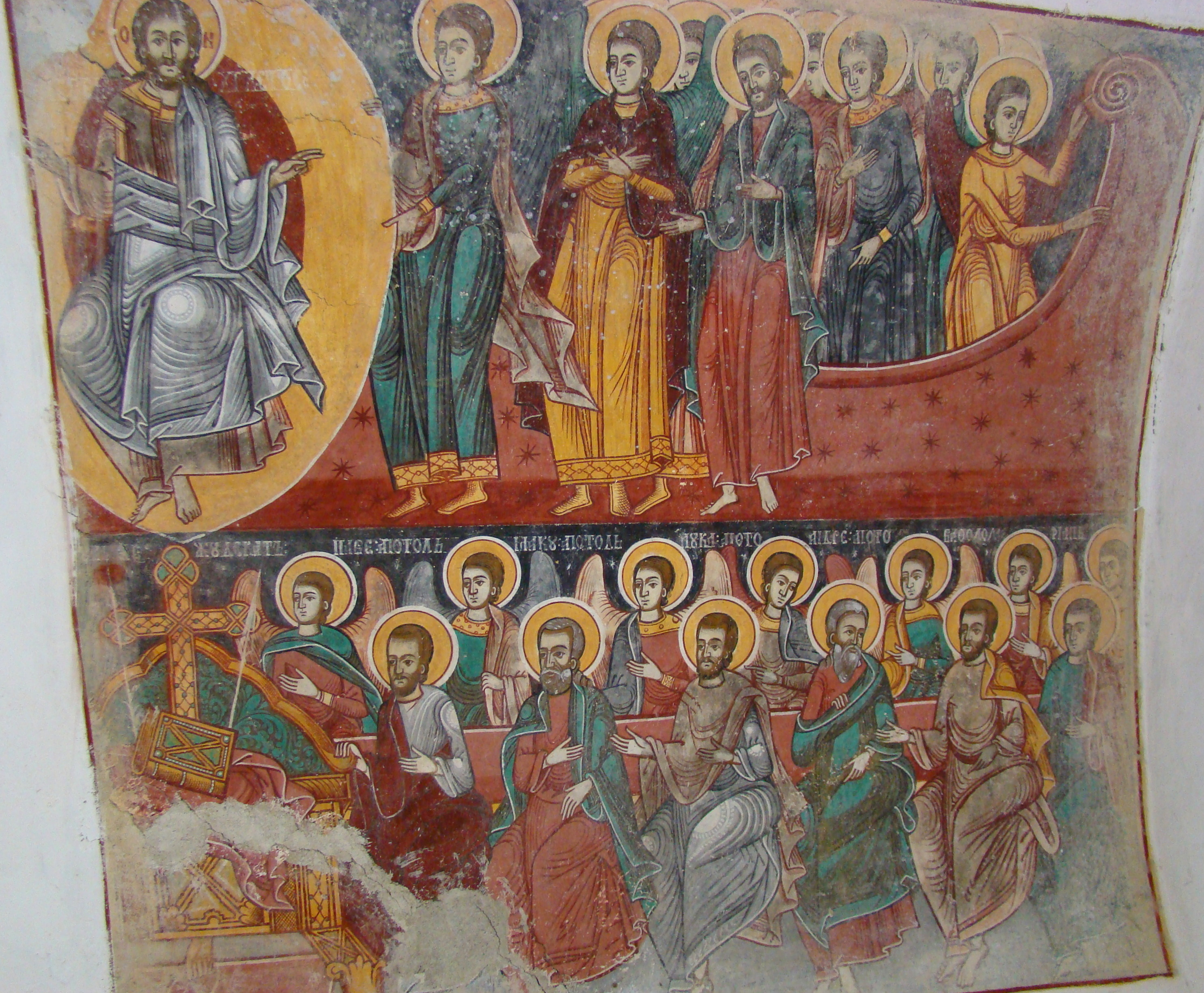
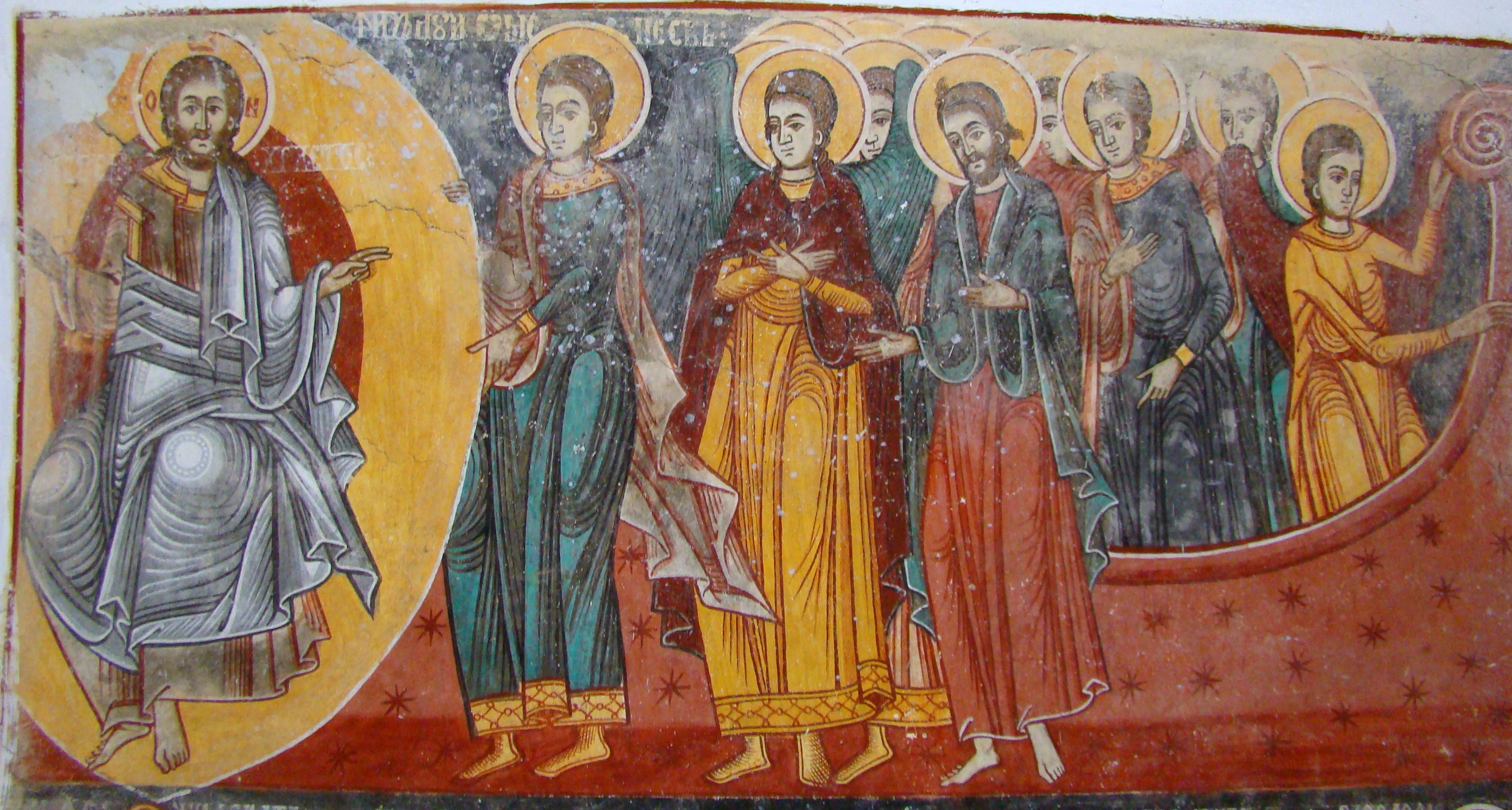
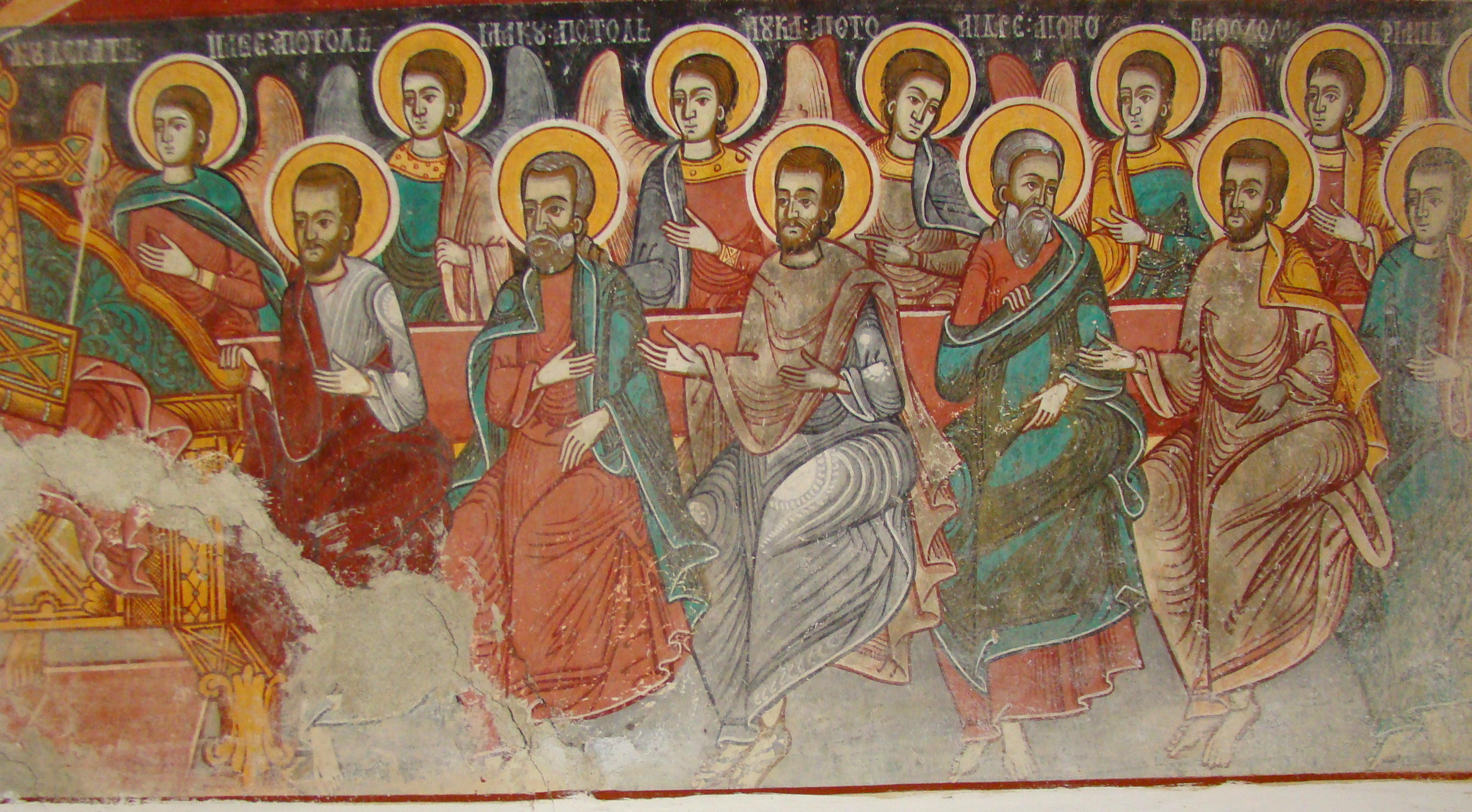
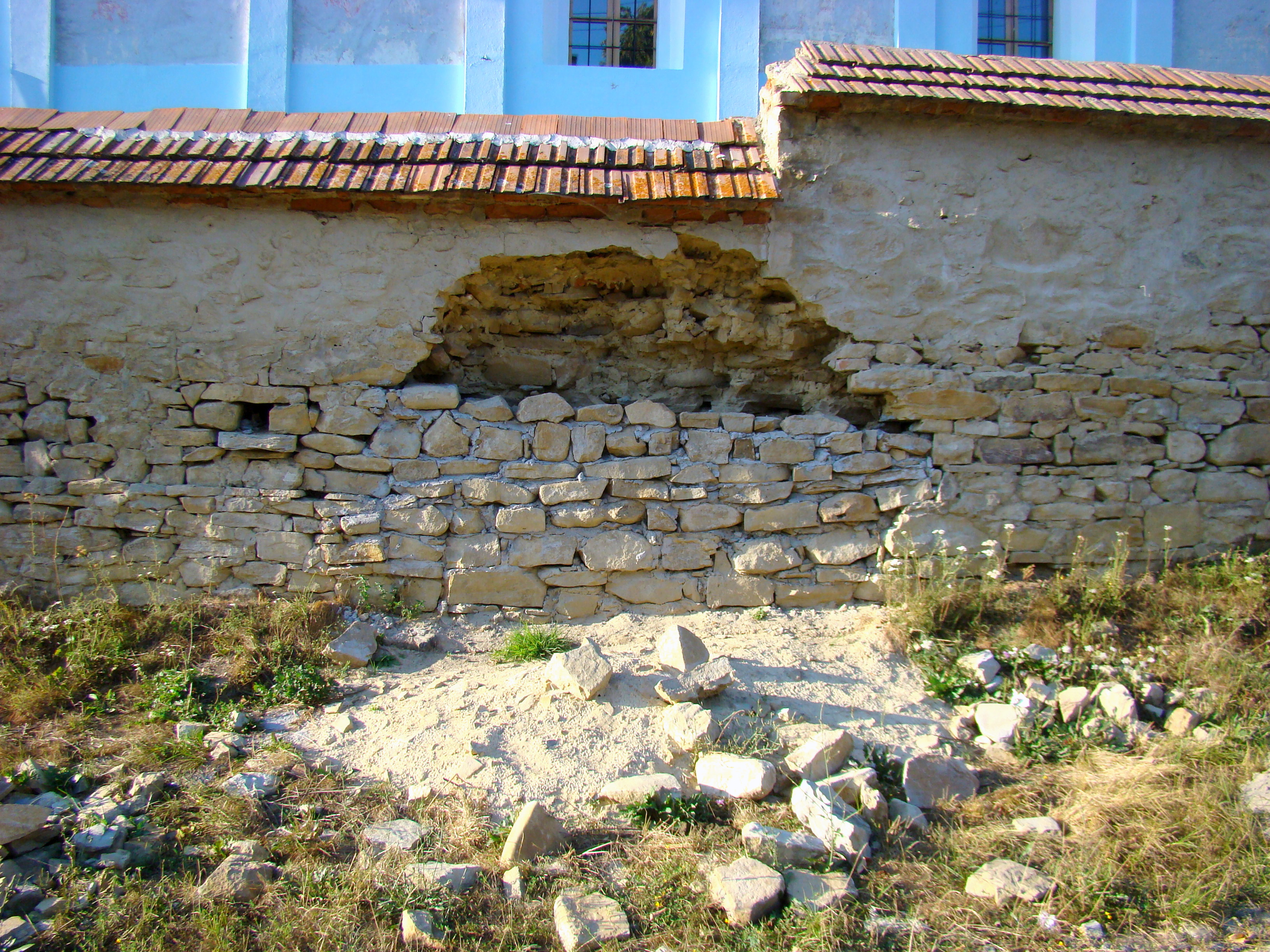
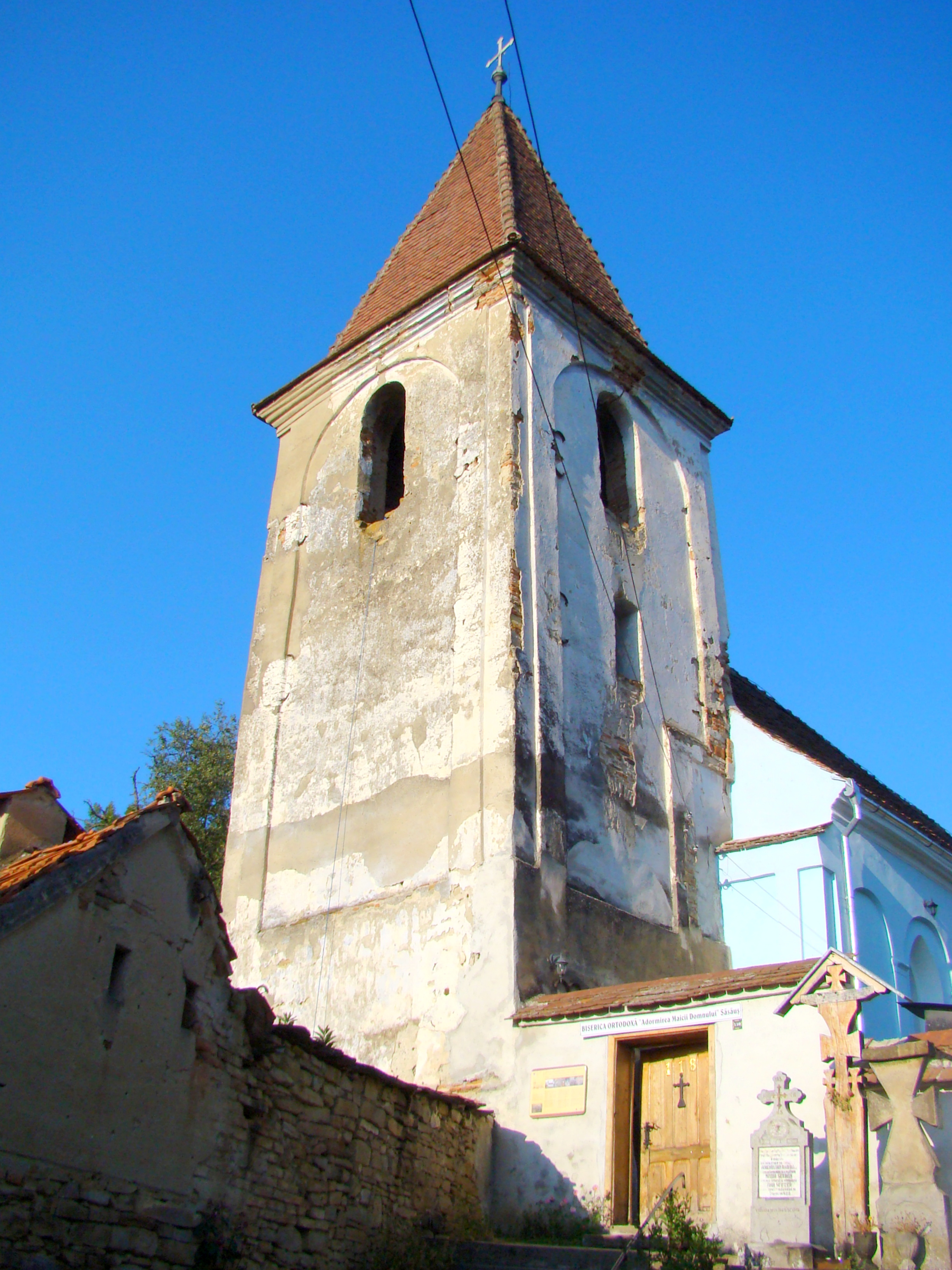
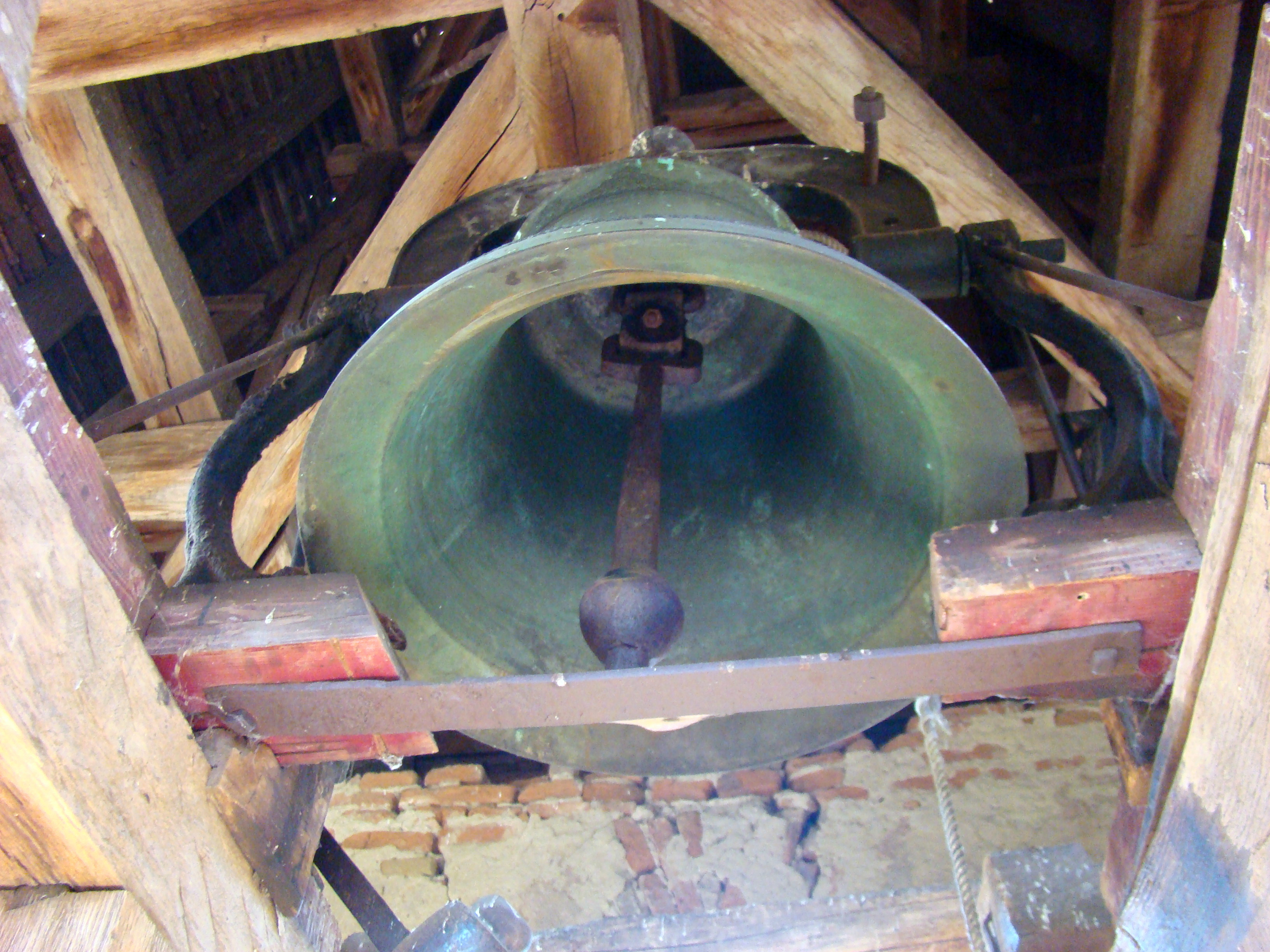
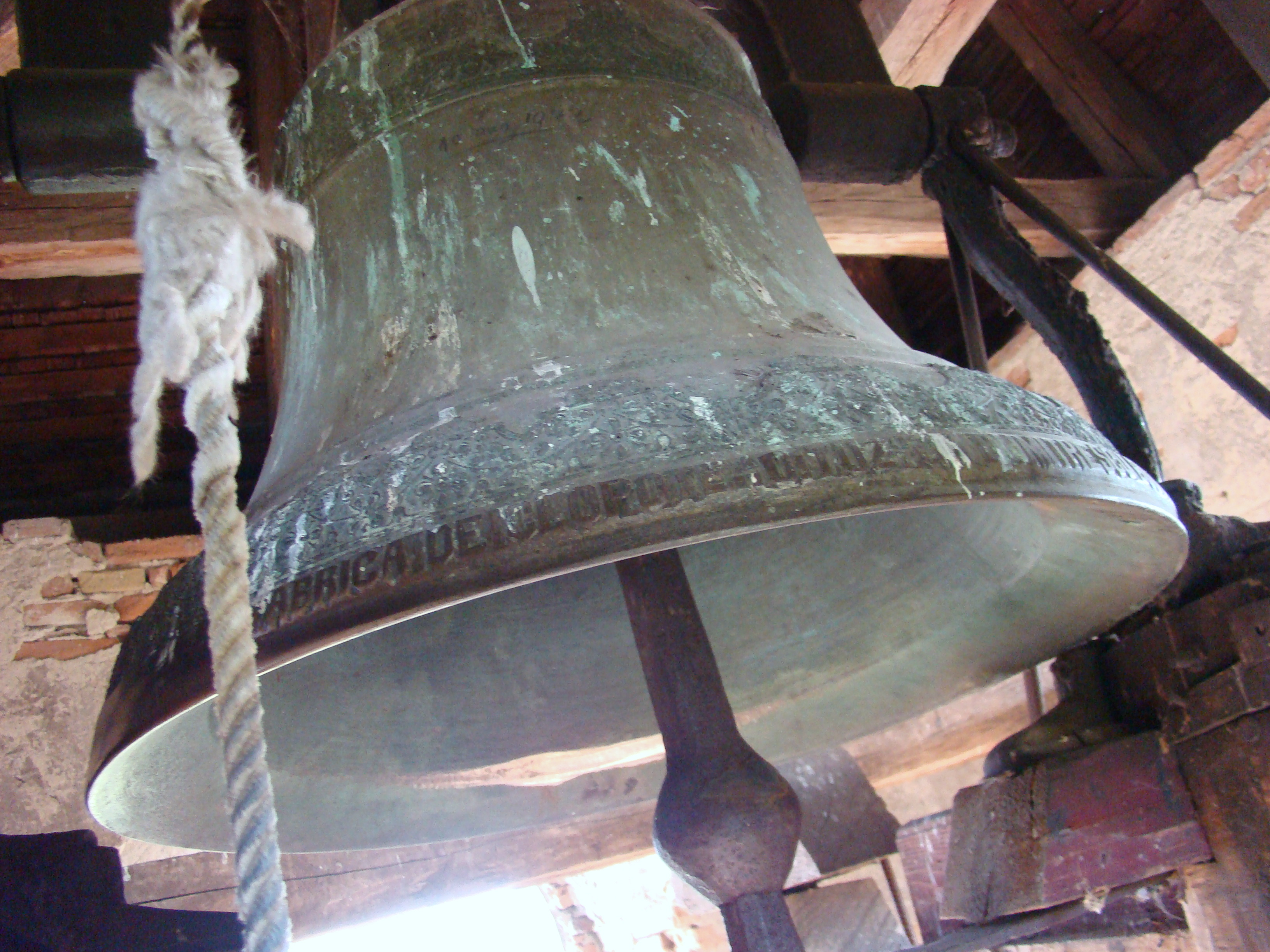
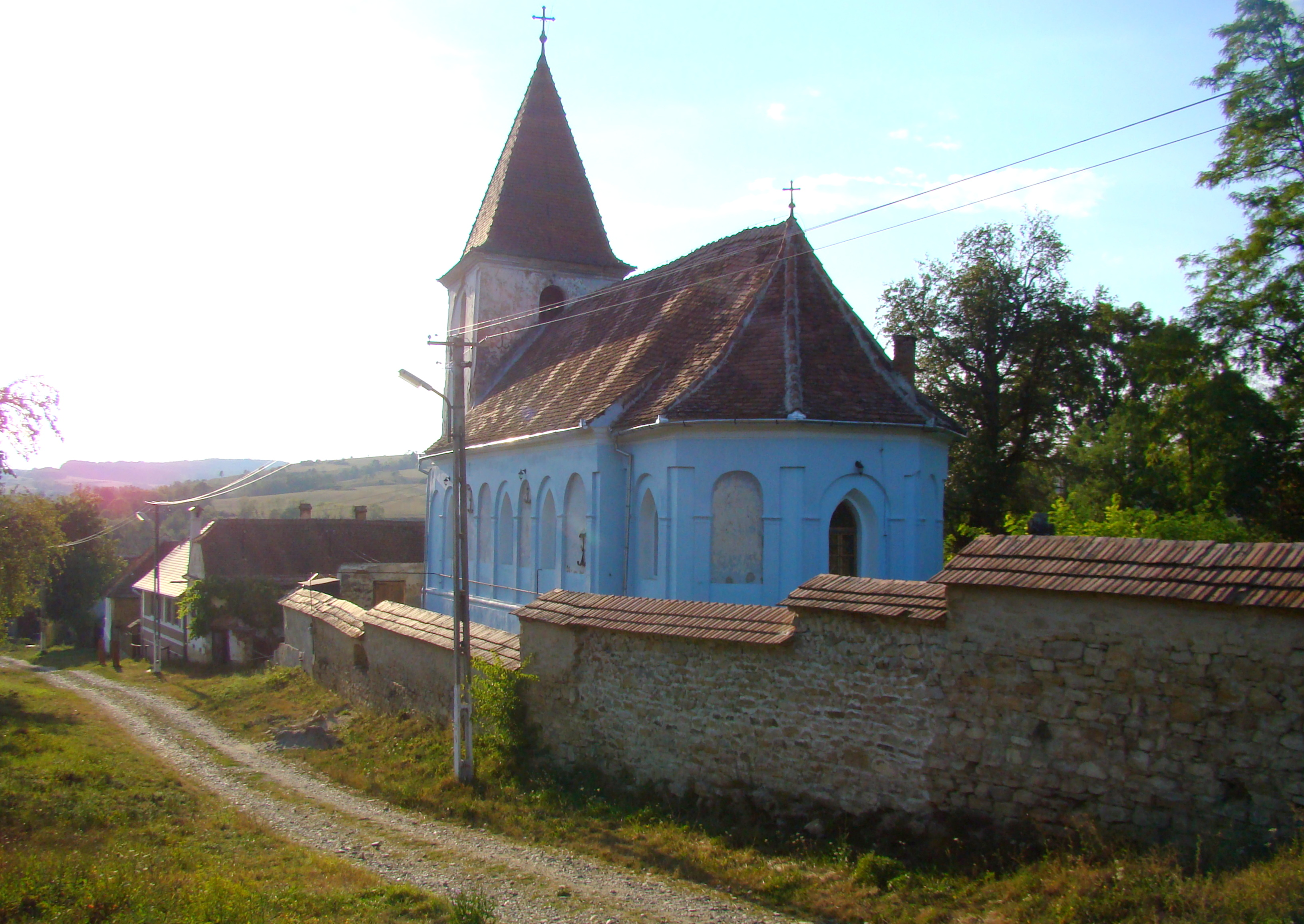
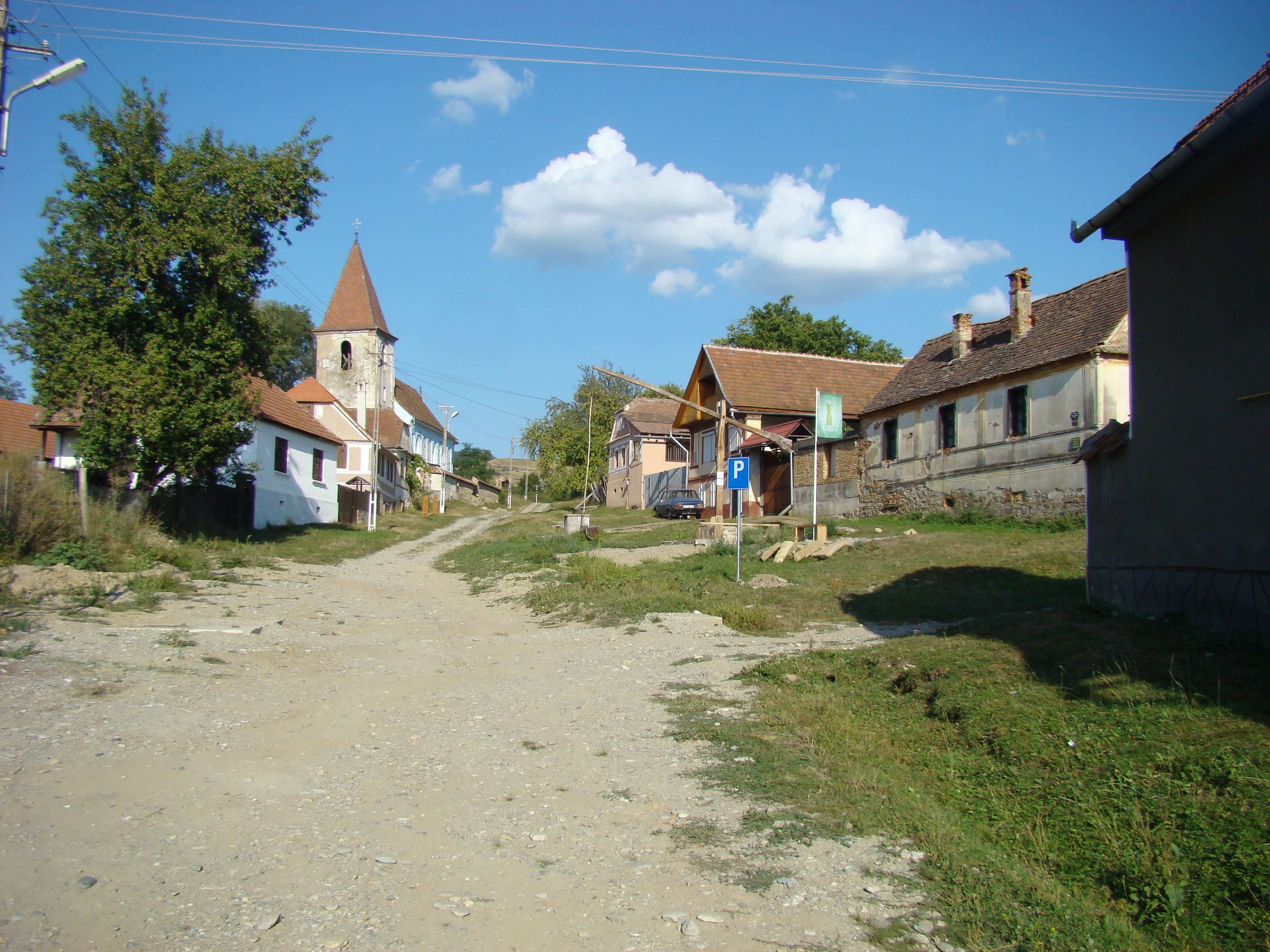

## Imagini din interior

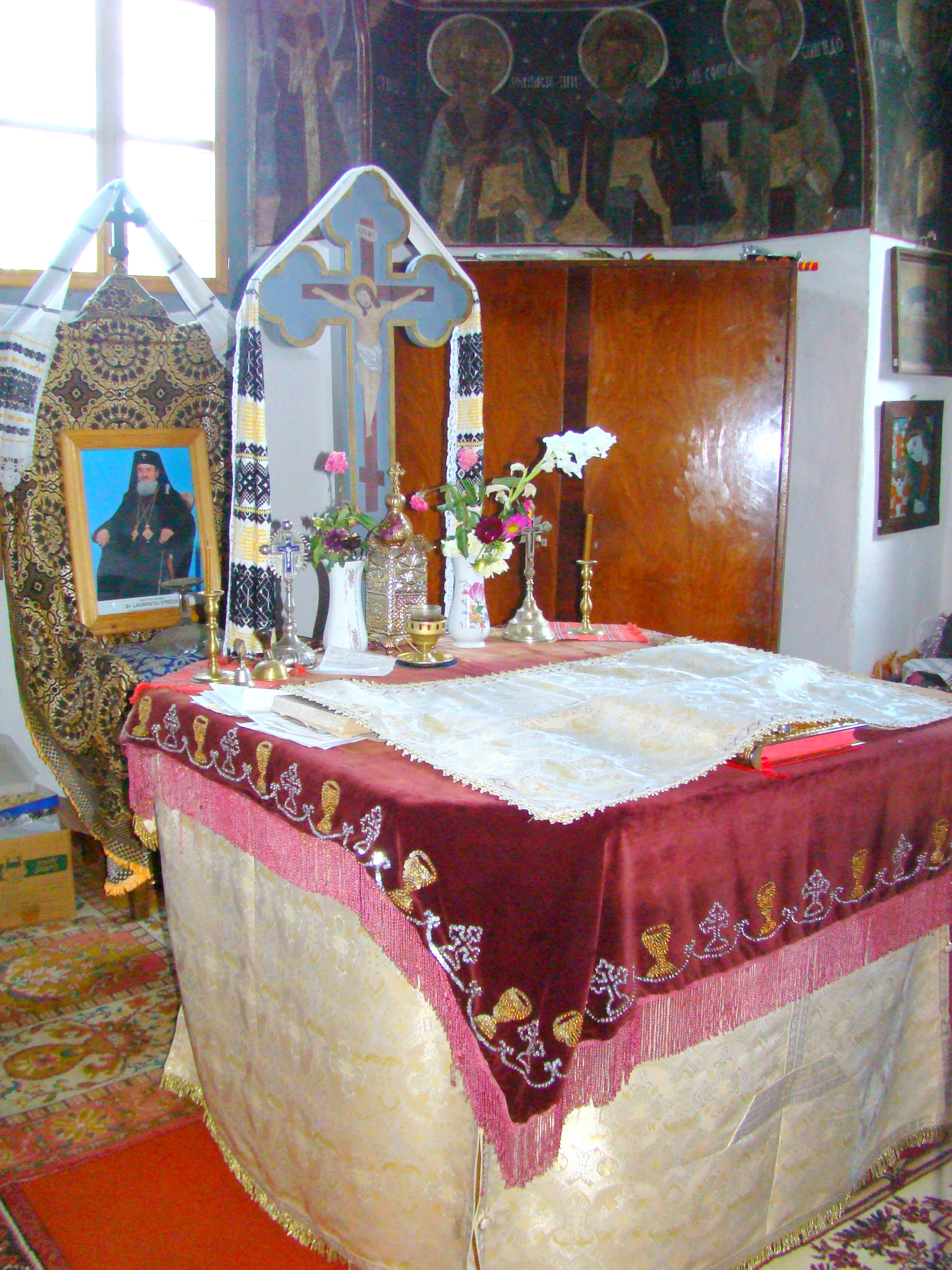
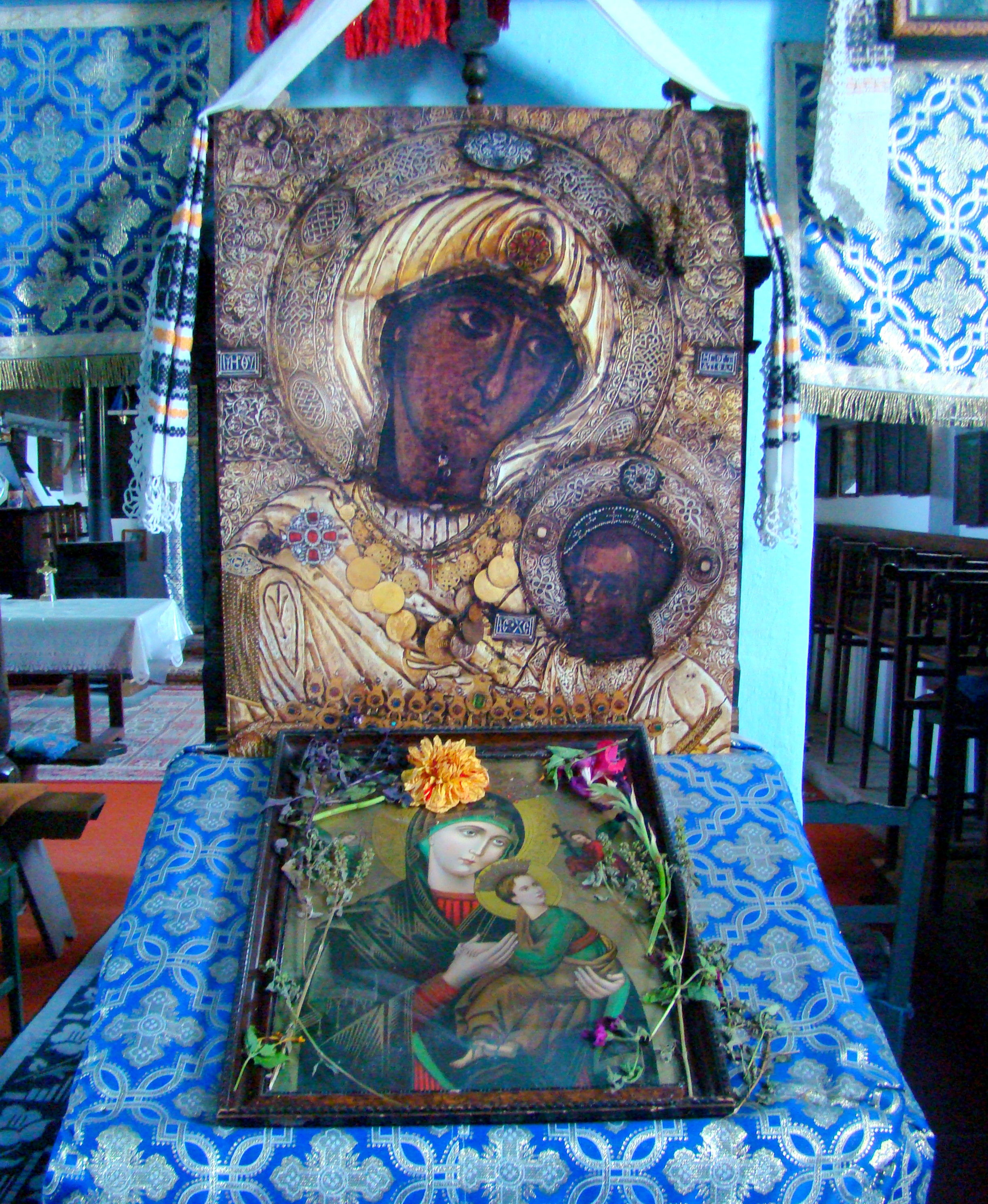
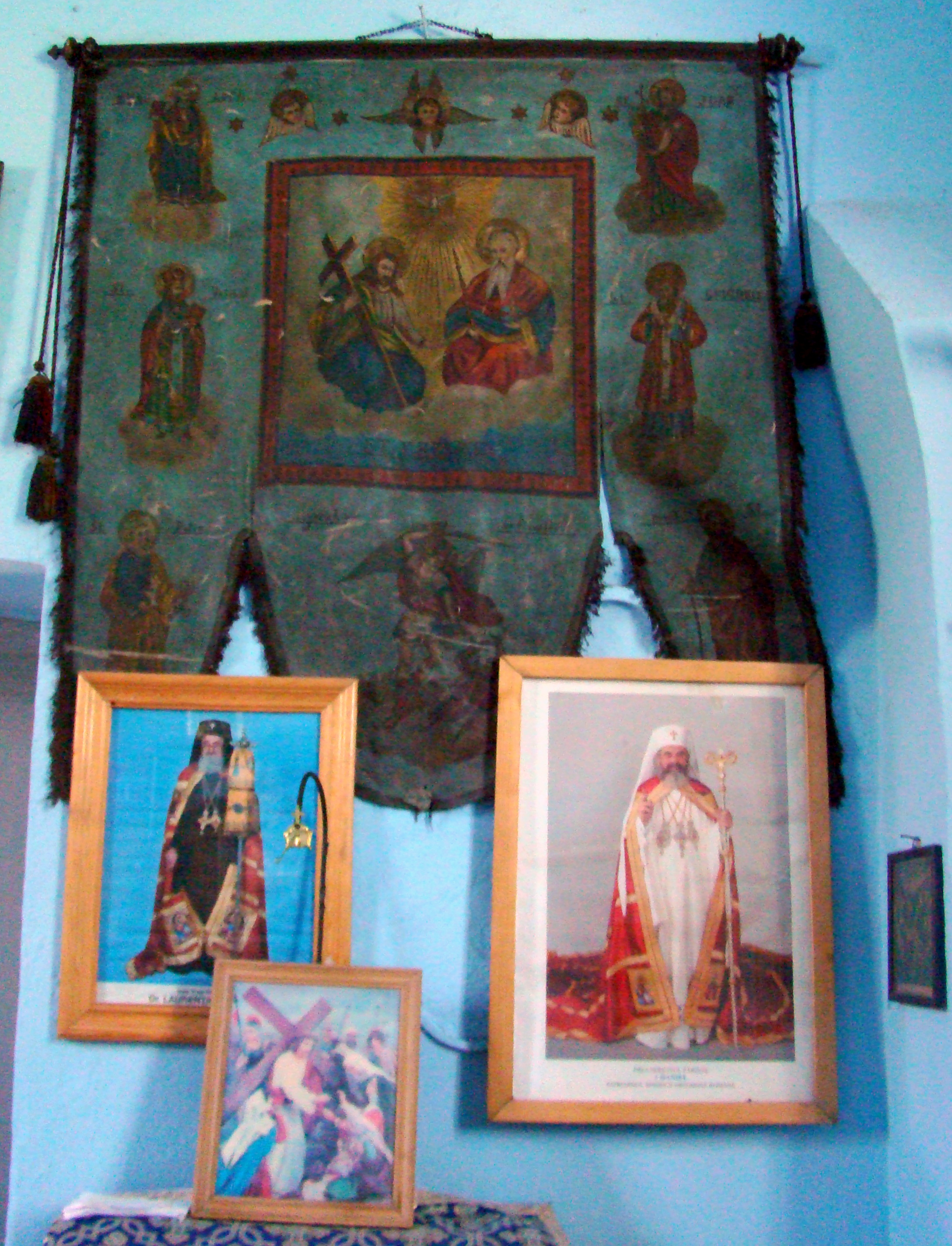
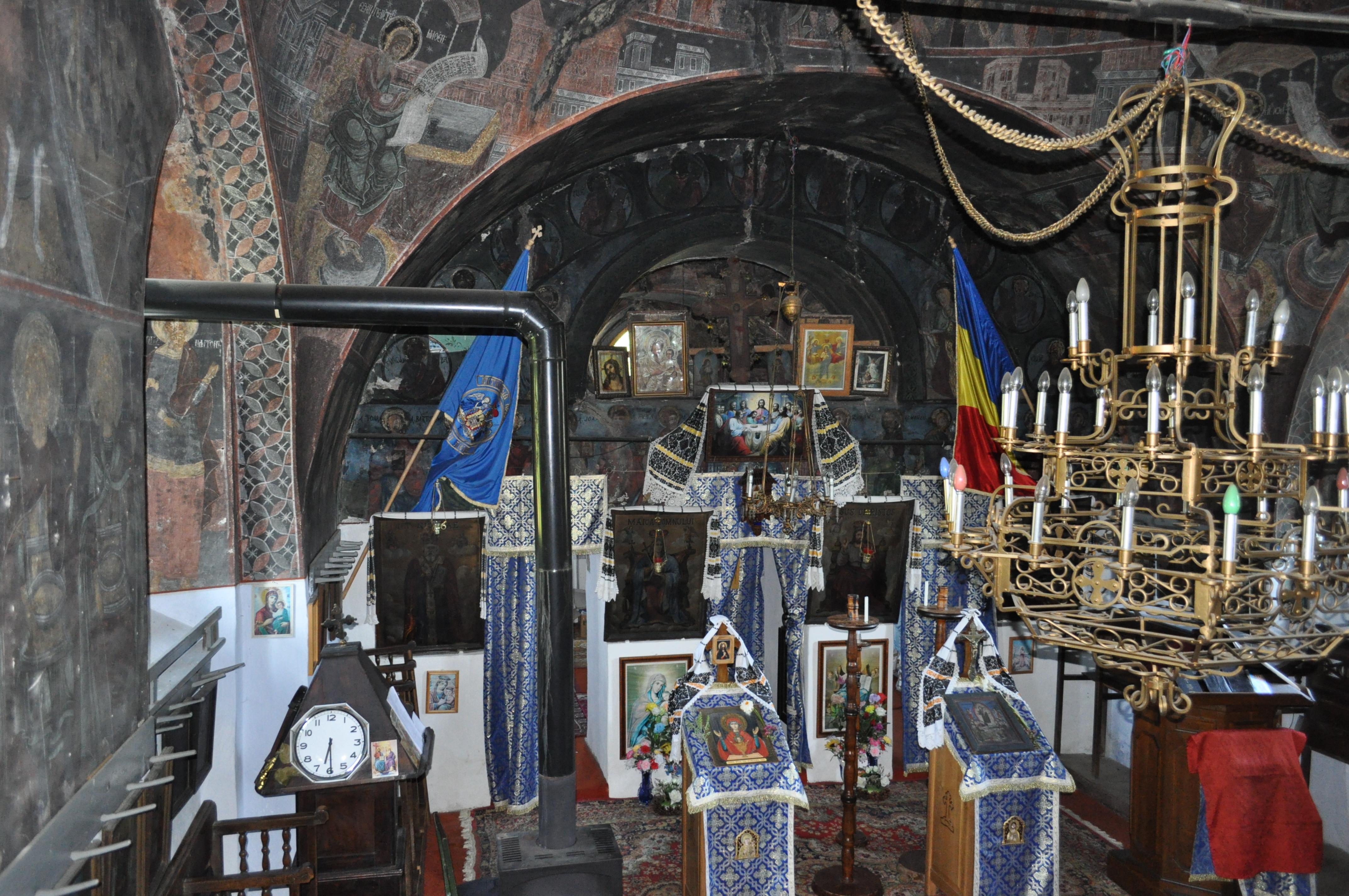
Interiorul navei văzut din corul bisericii
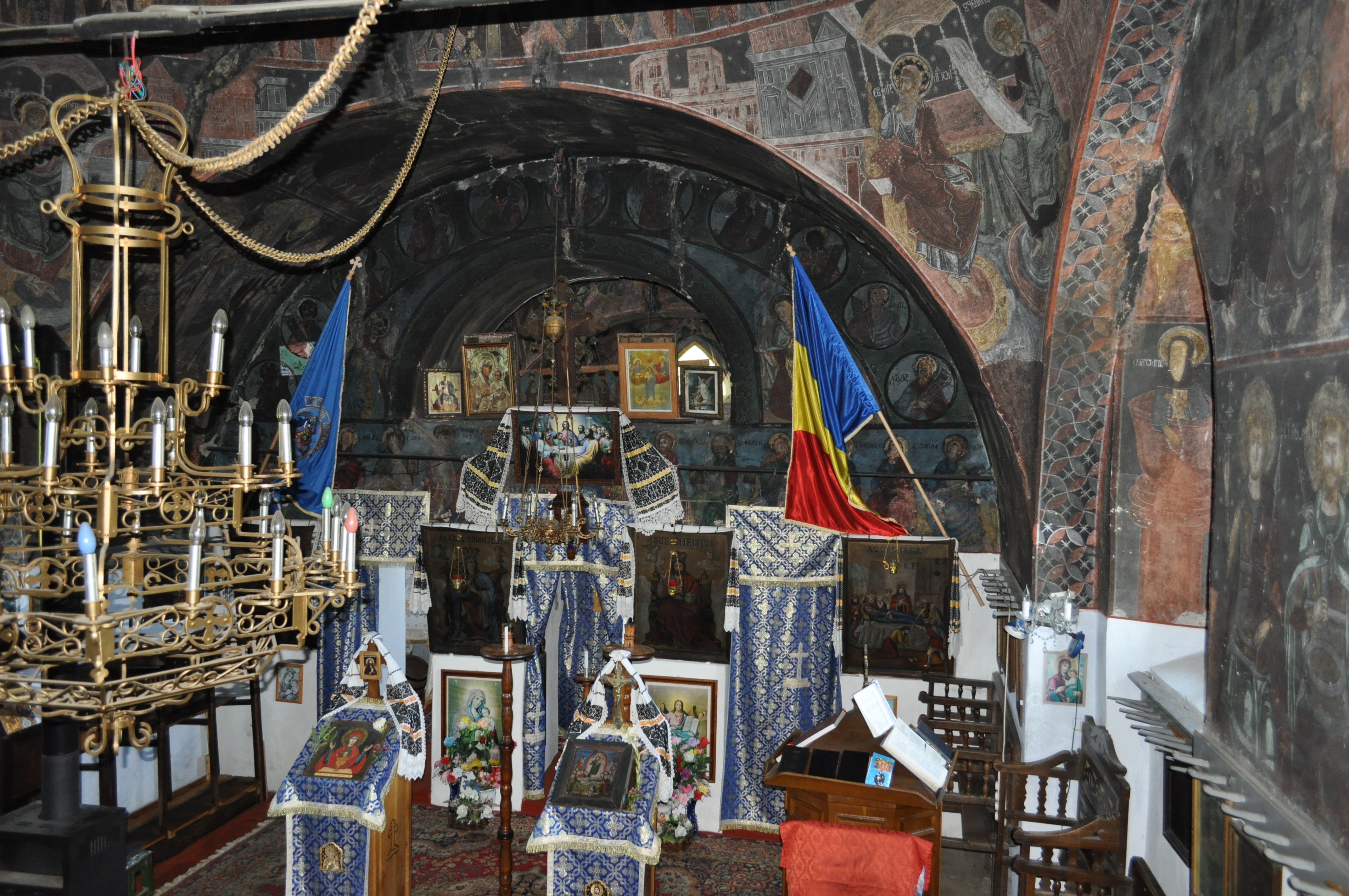
Interiorul navei văzut din corul bisericii
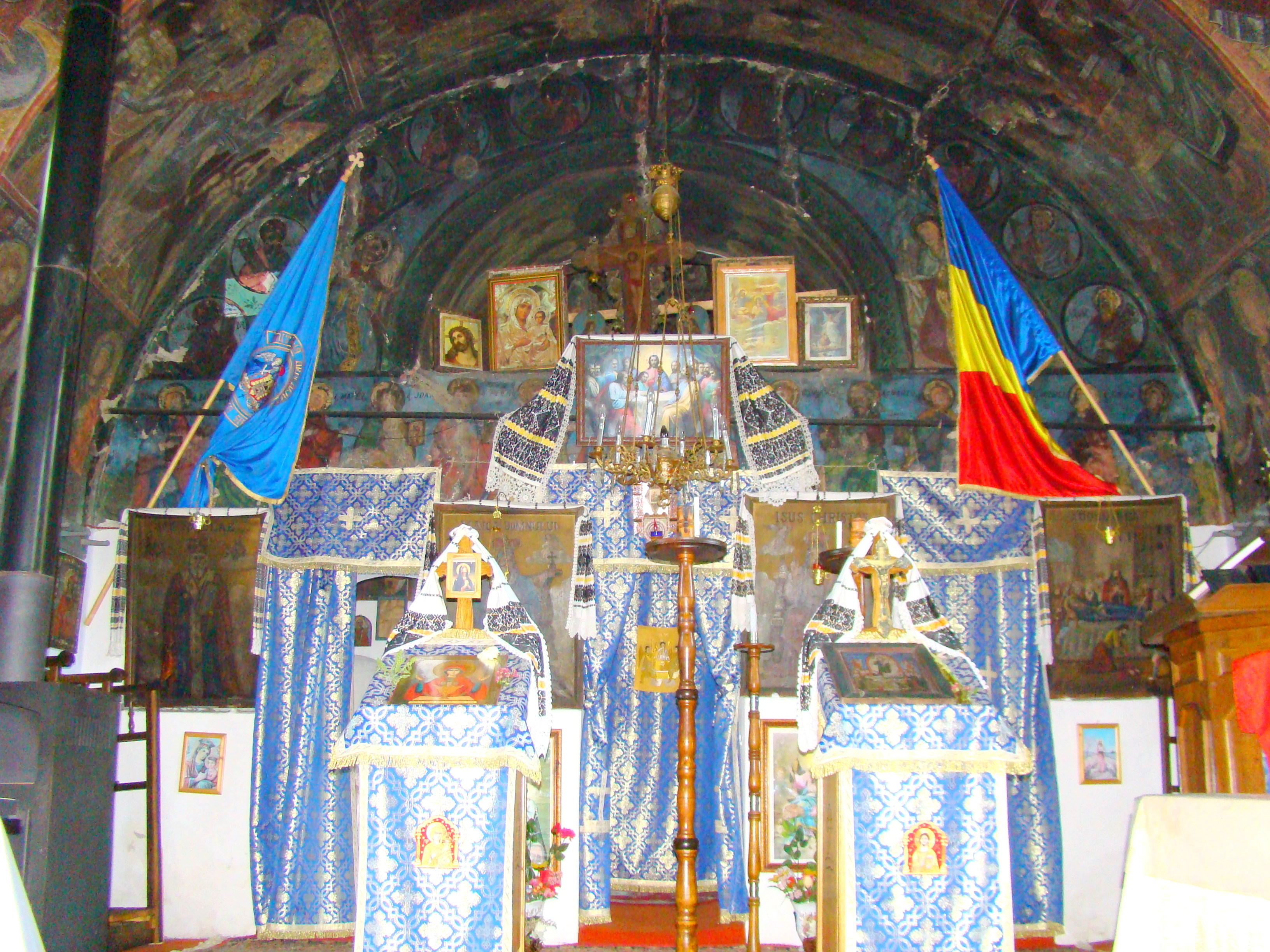
Iconostasul
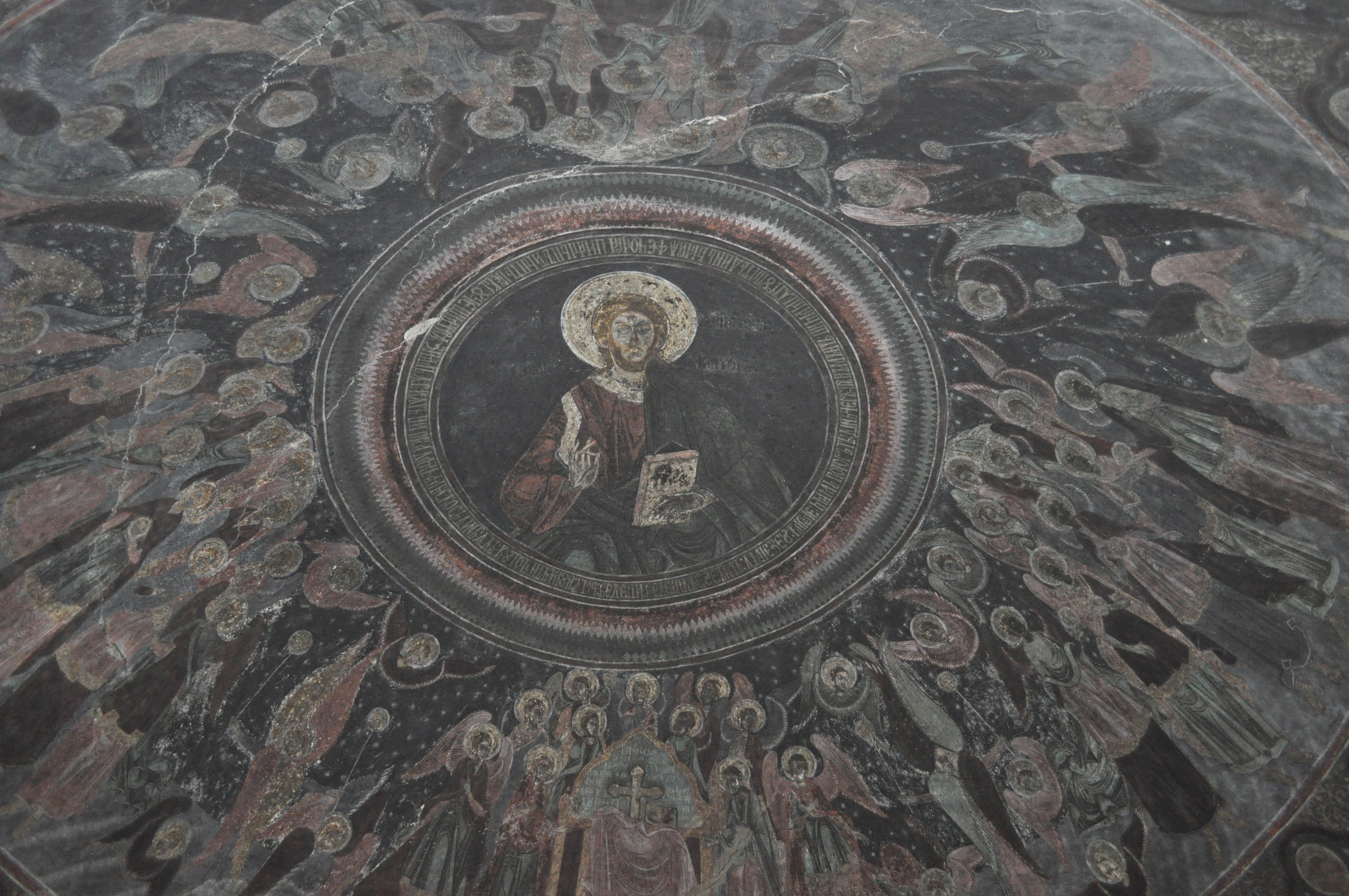
Iisus Pantocrator
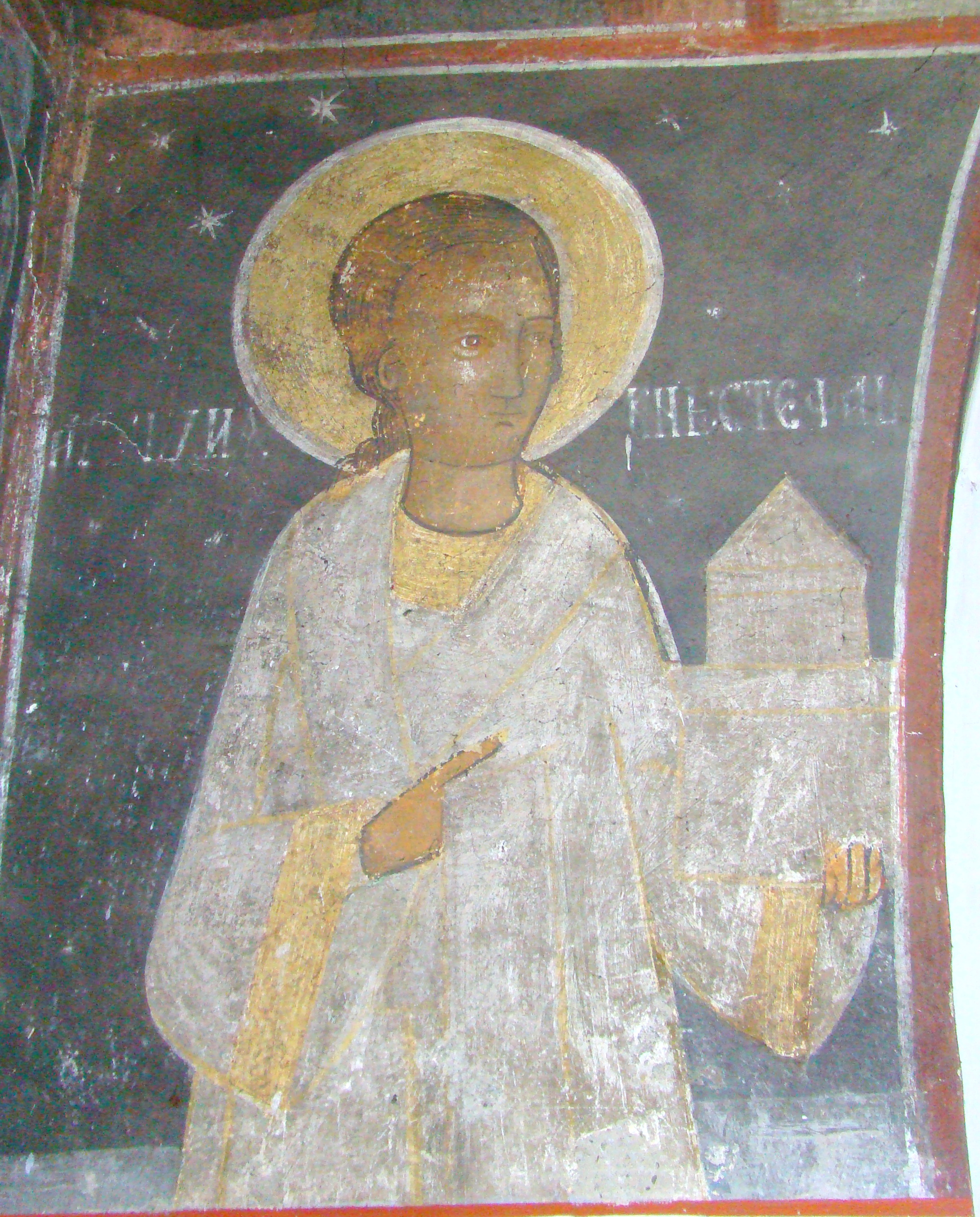
Pictura naosului (detaliu)
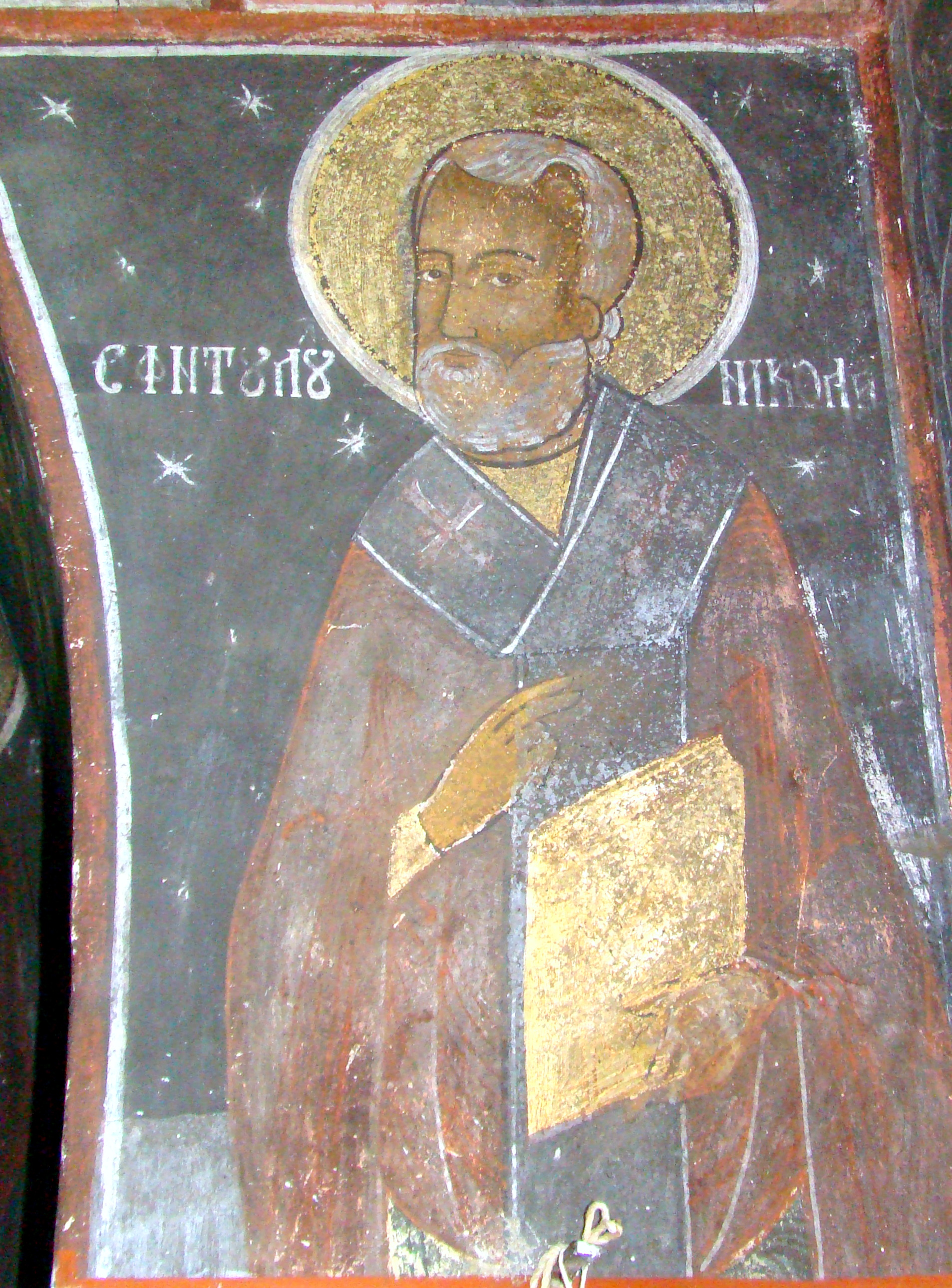
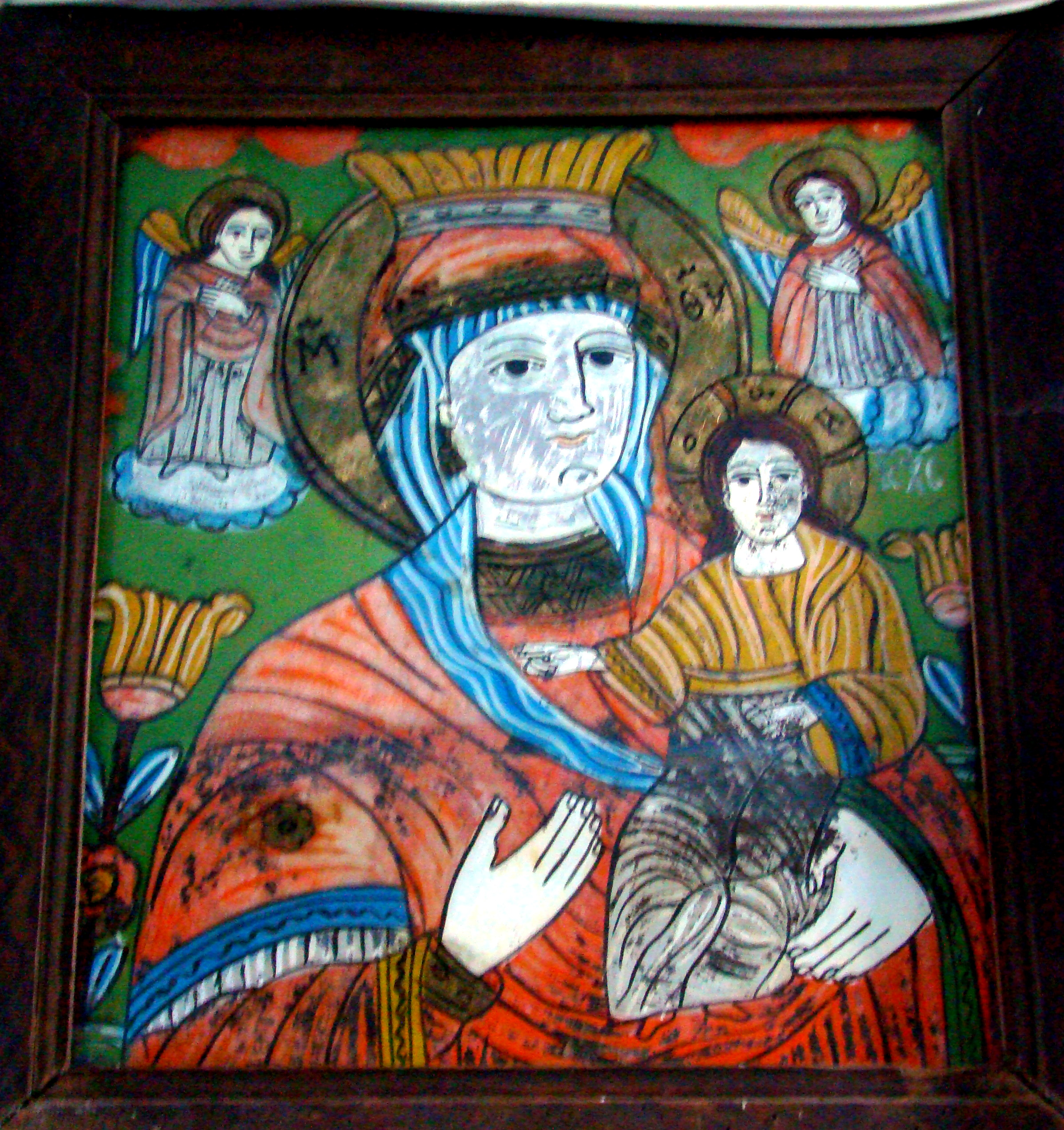
Icoană pe sticlă
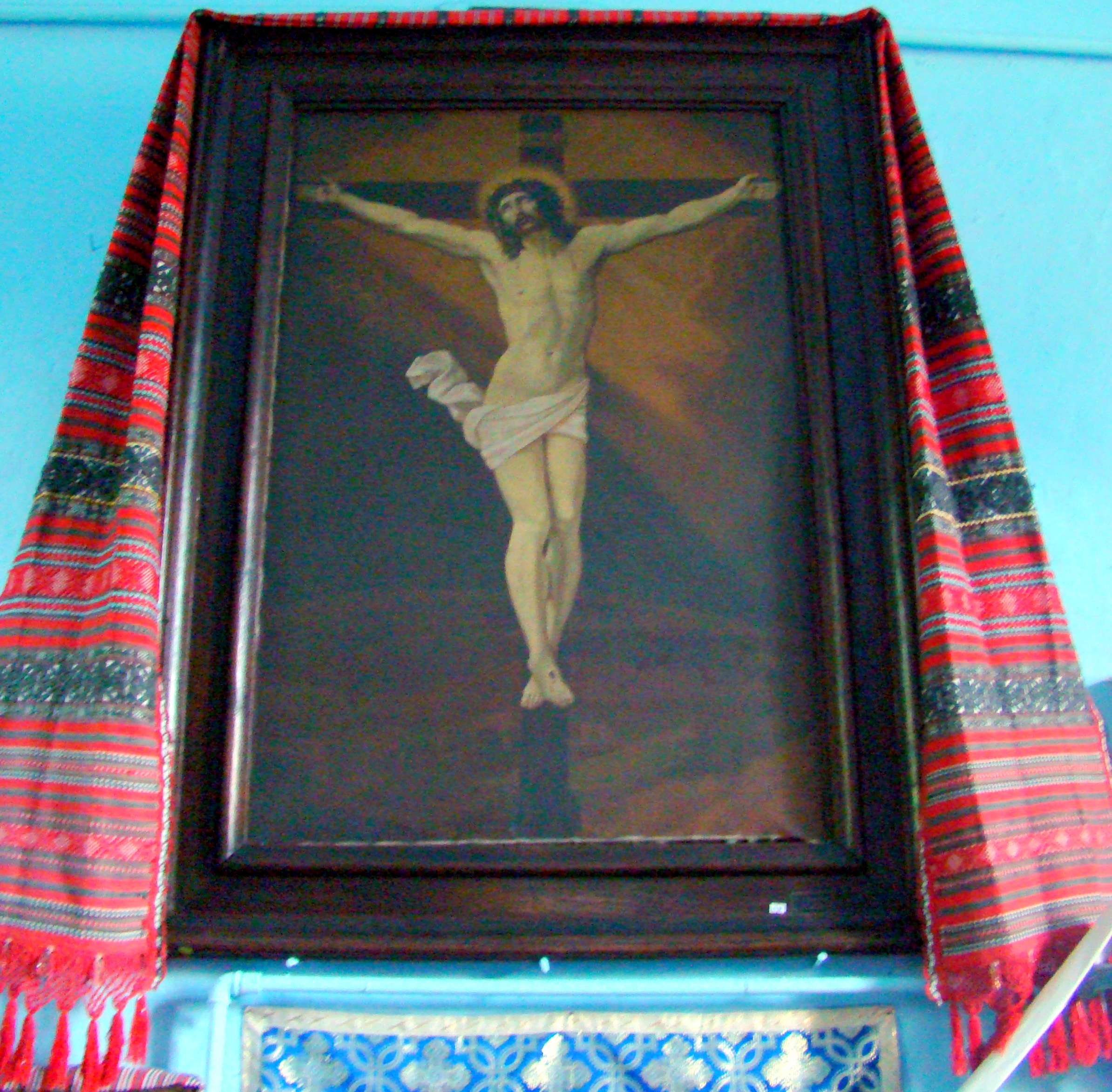
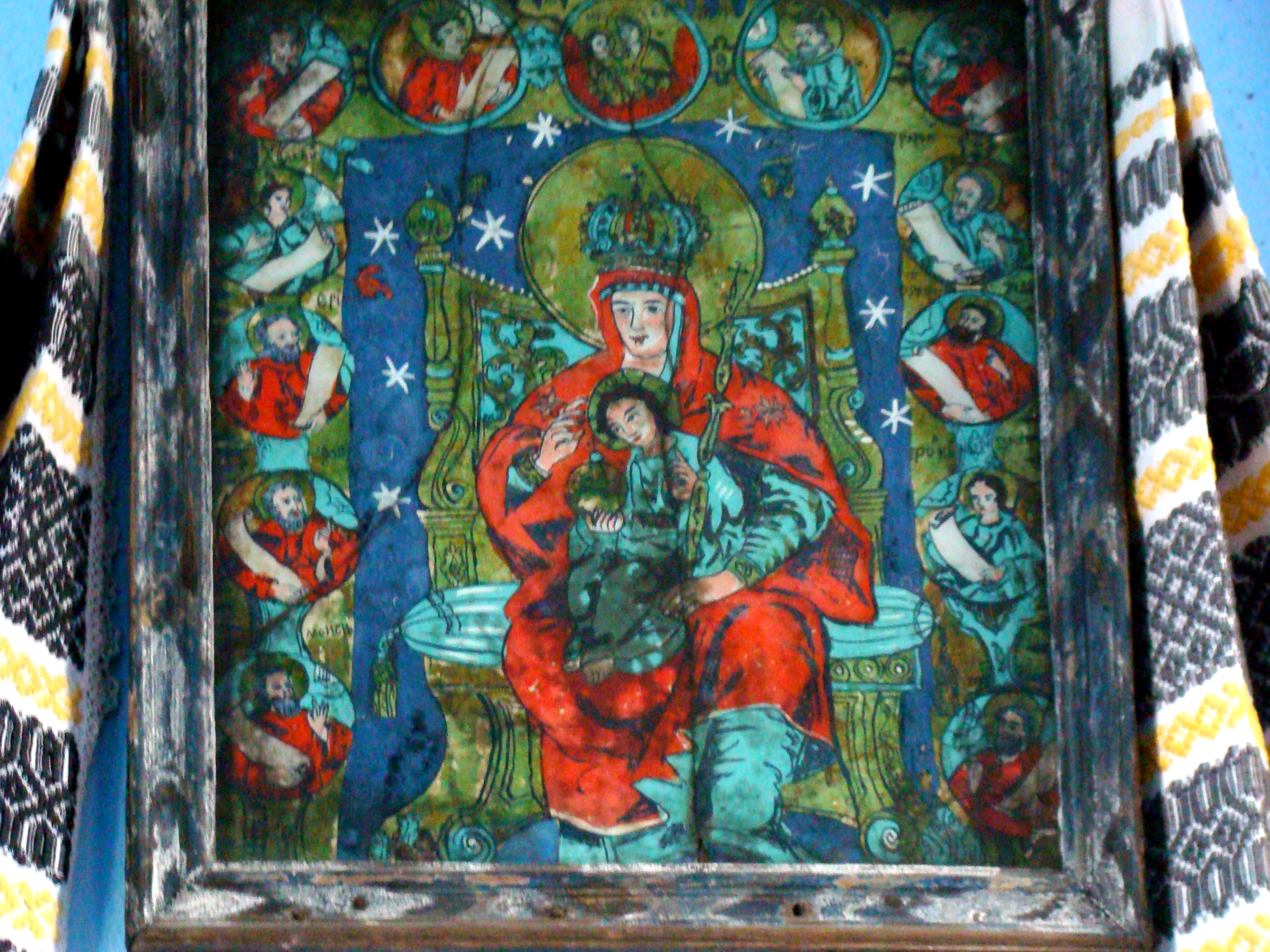
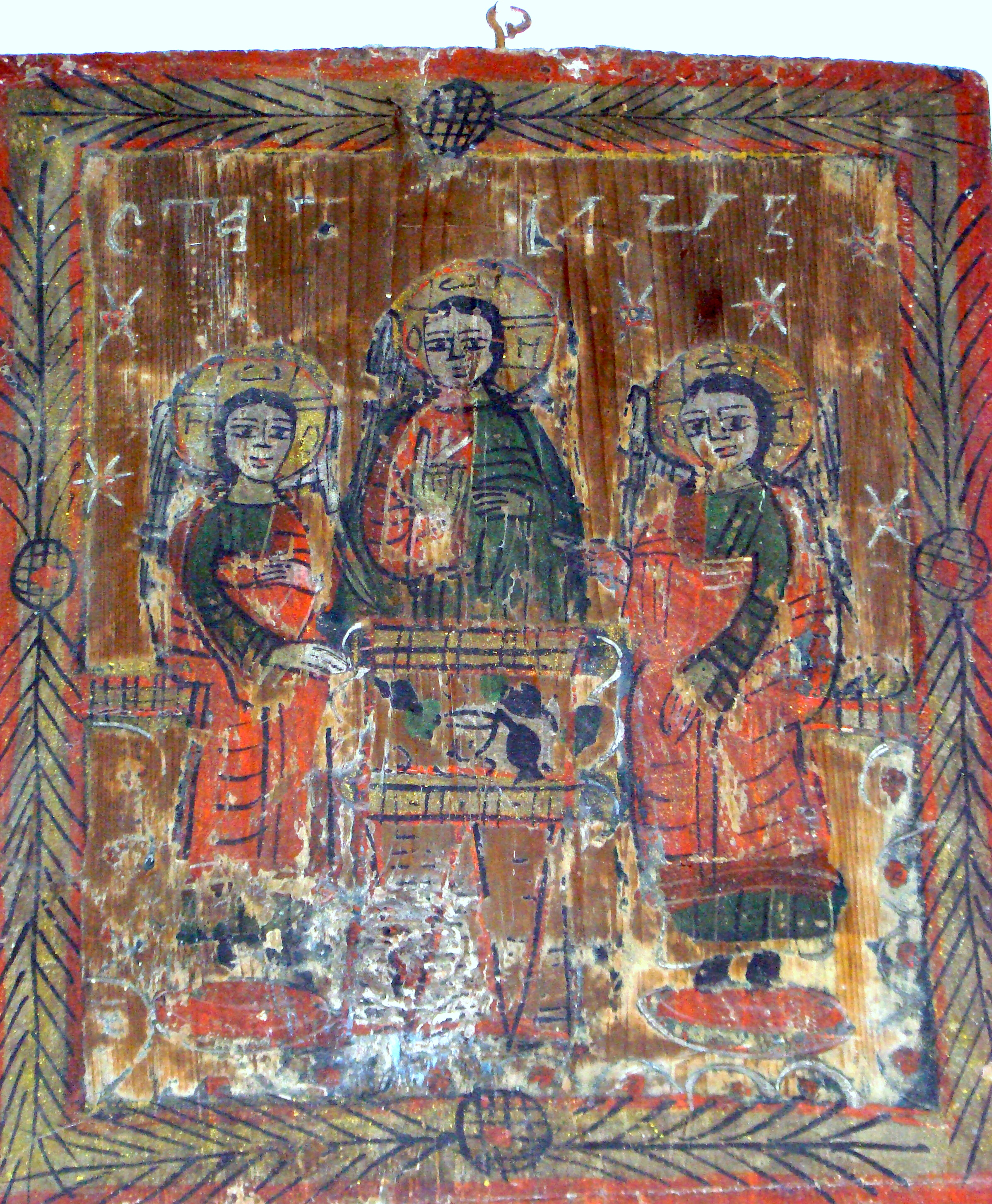
Icoană pe lemn
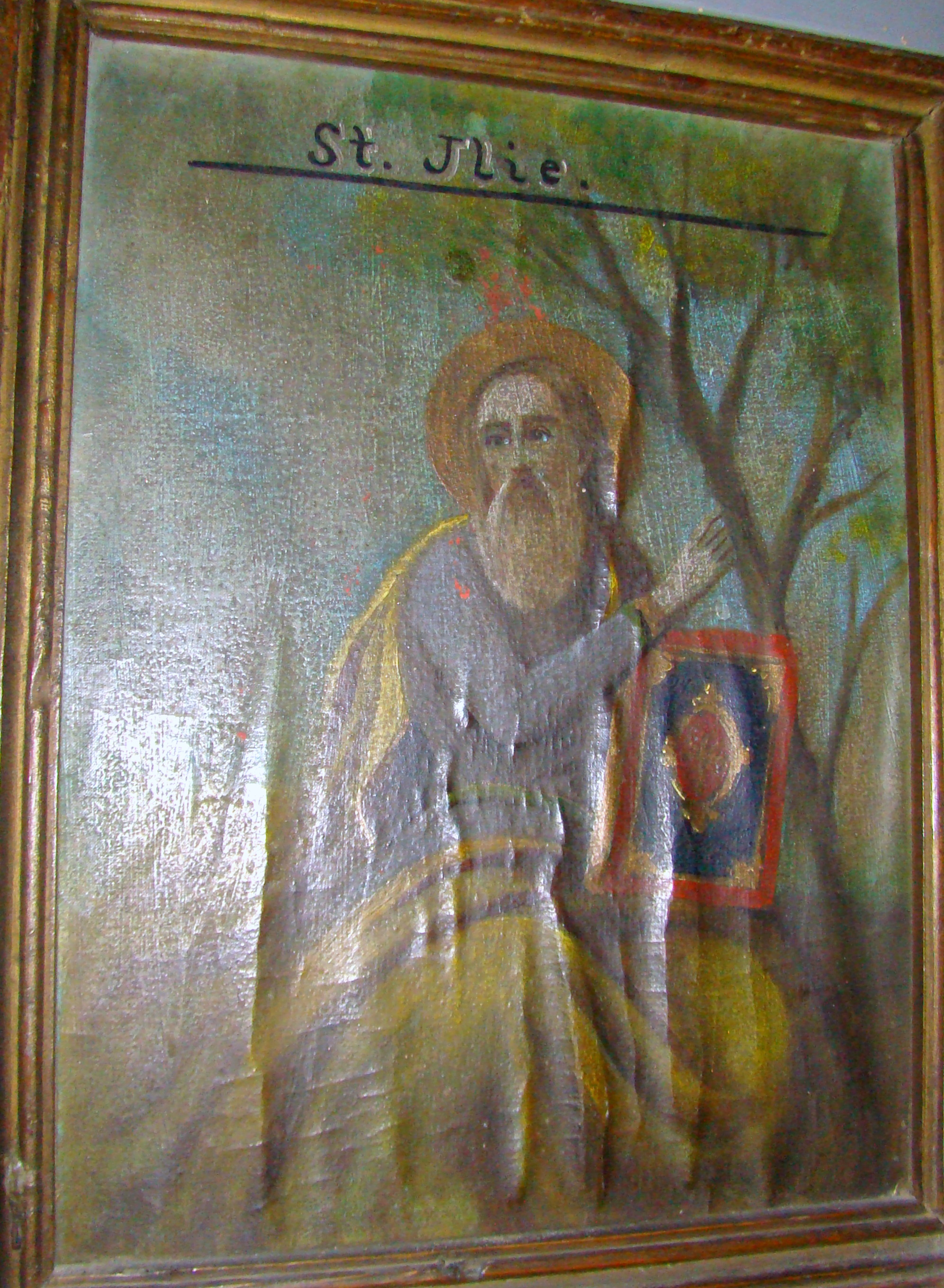
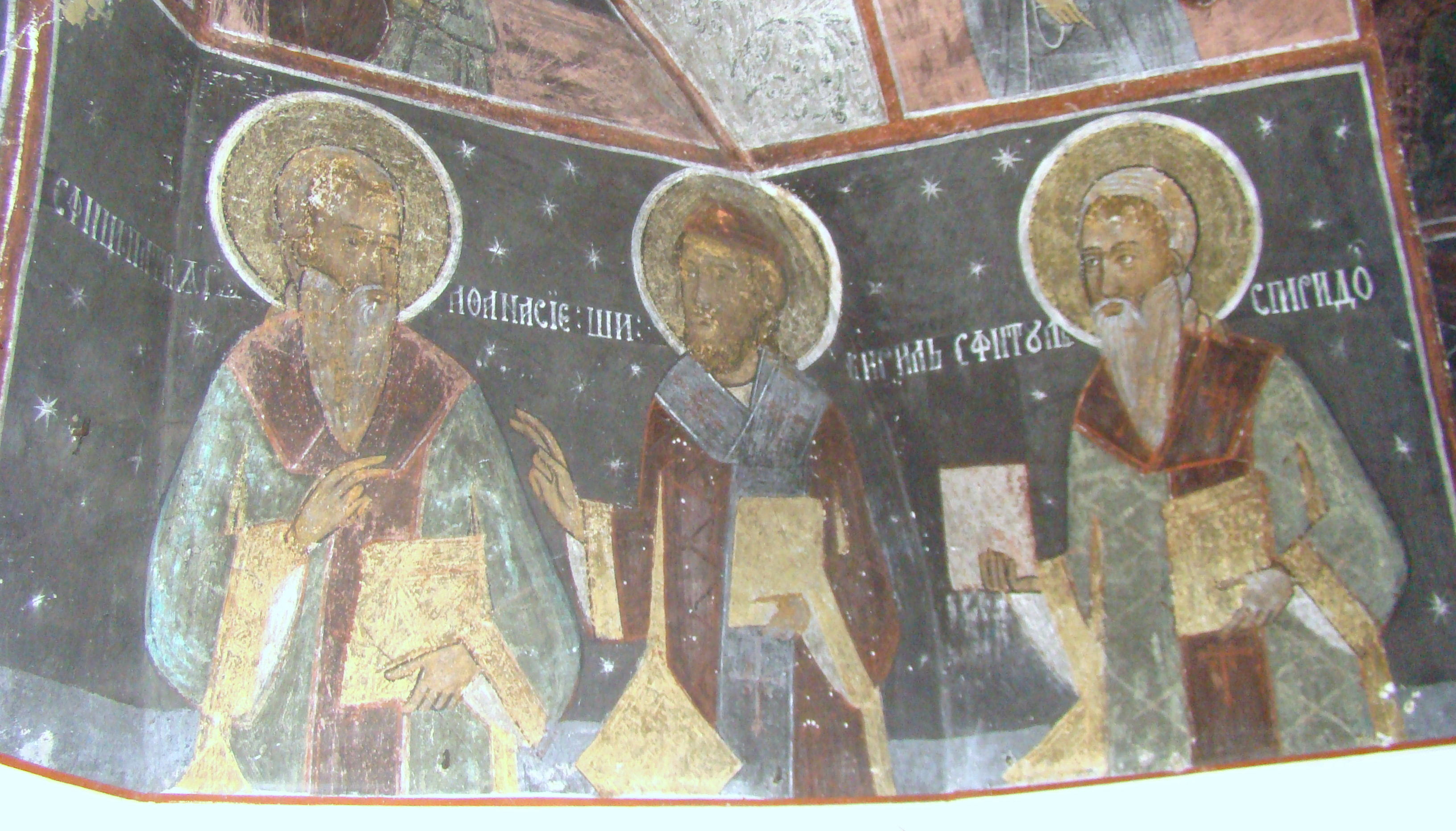
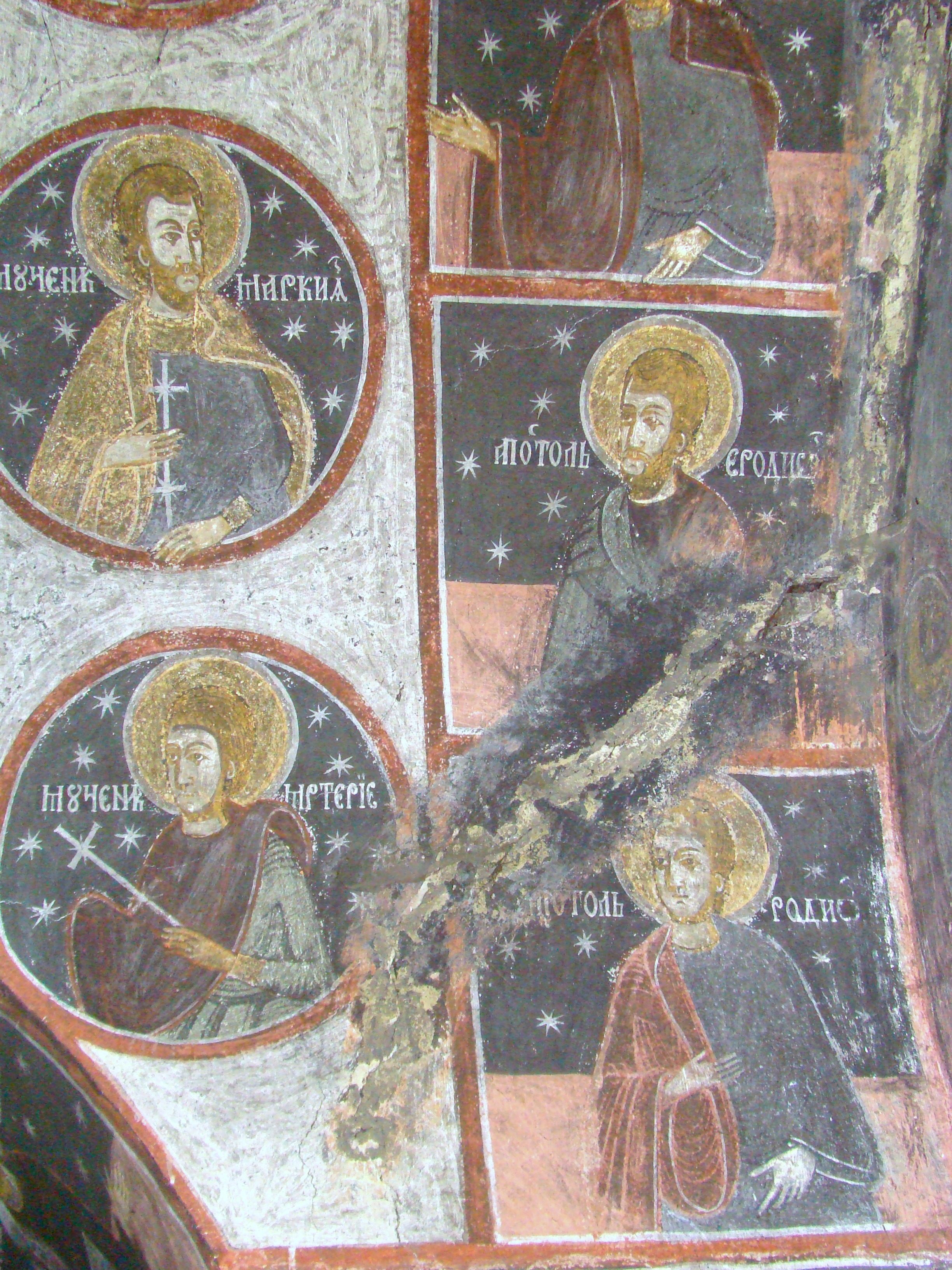
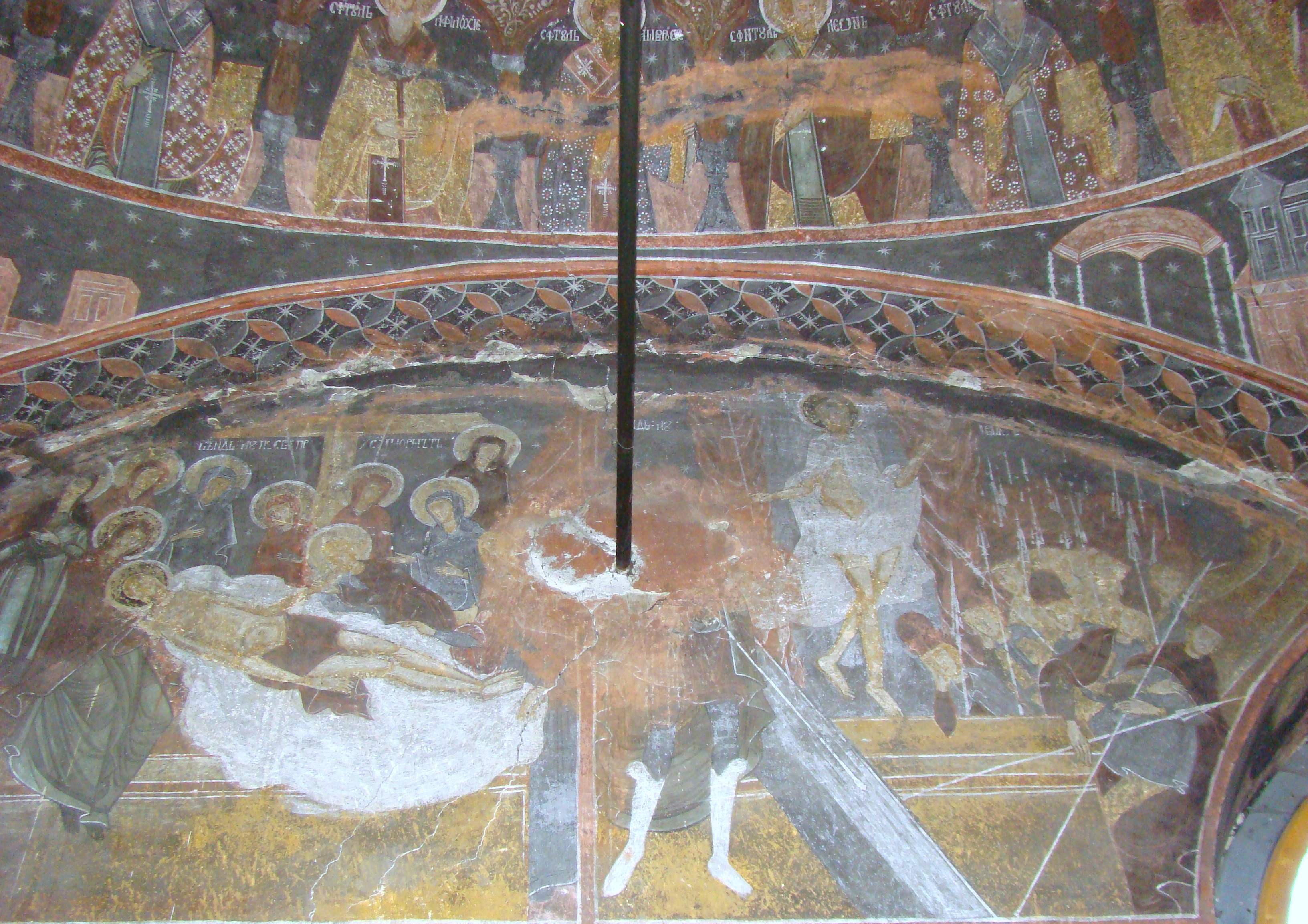
Prohodul lui Iisus şi Învierea
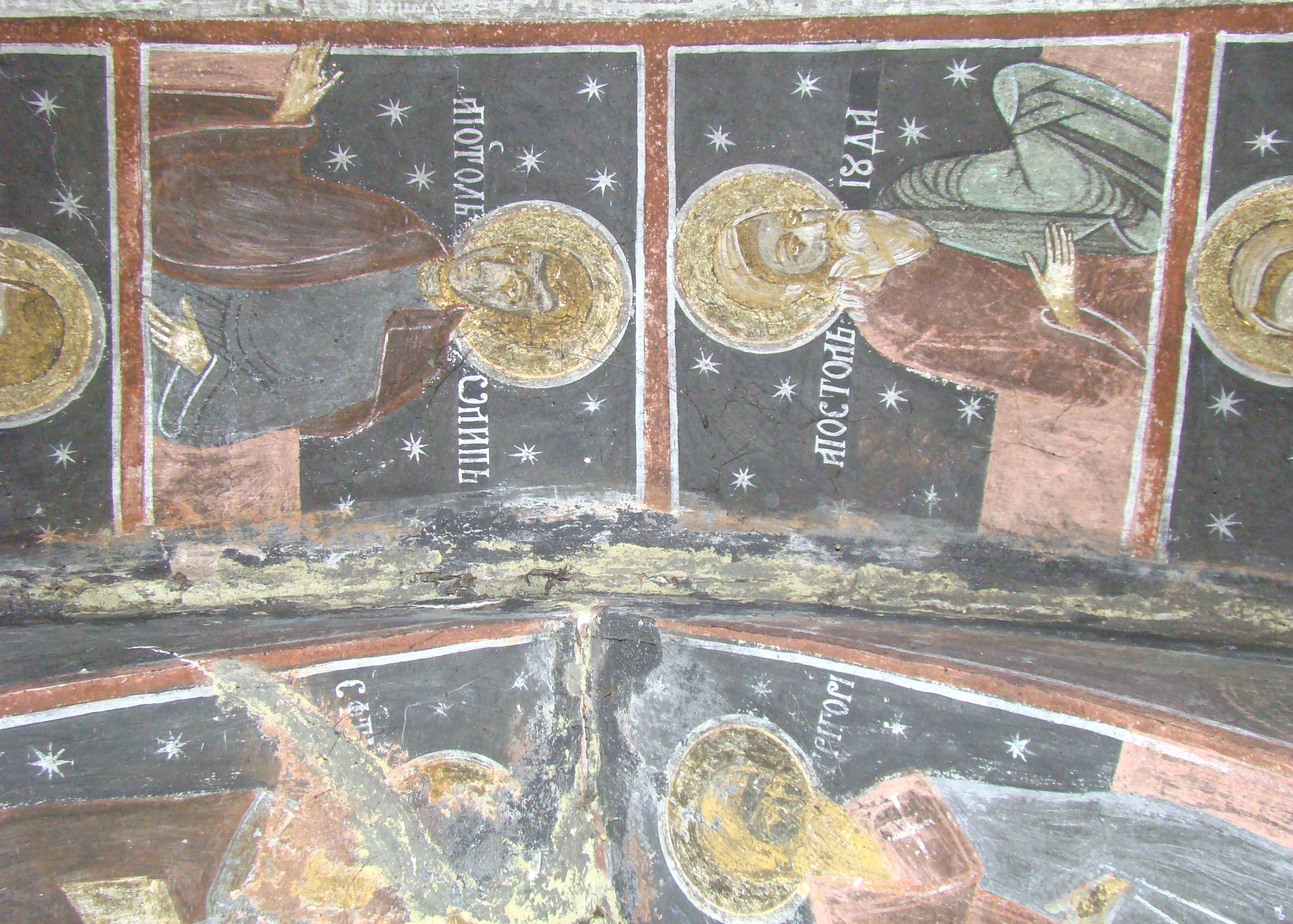
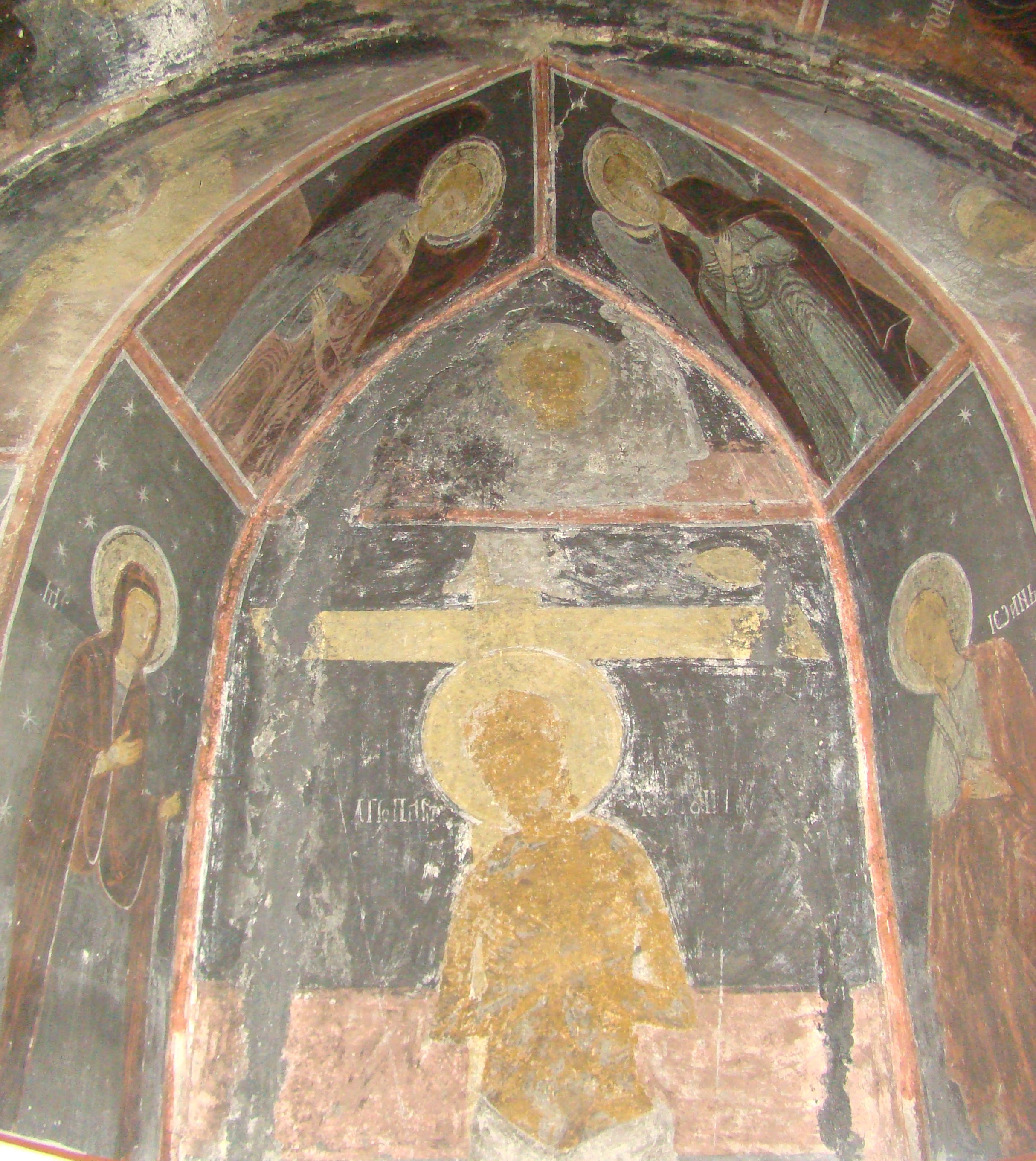
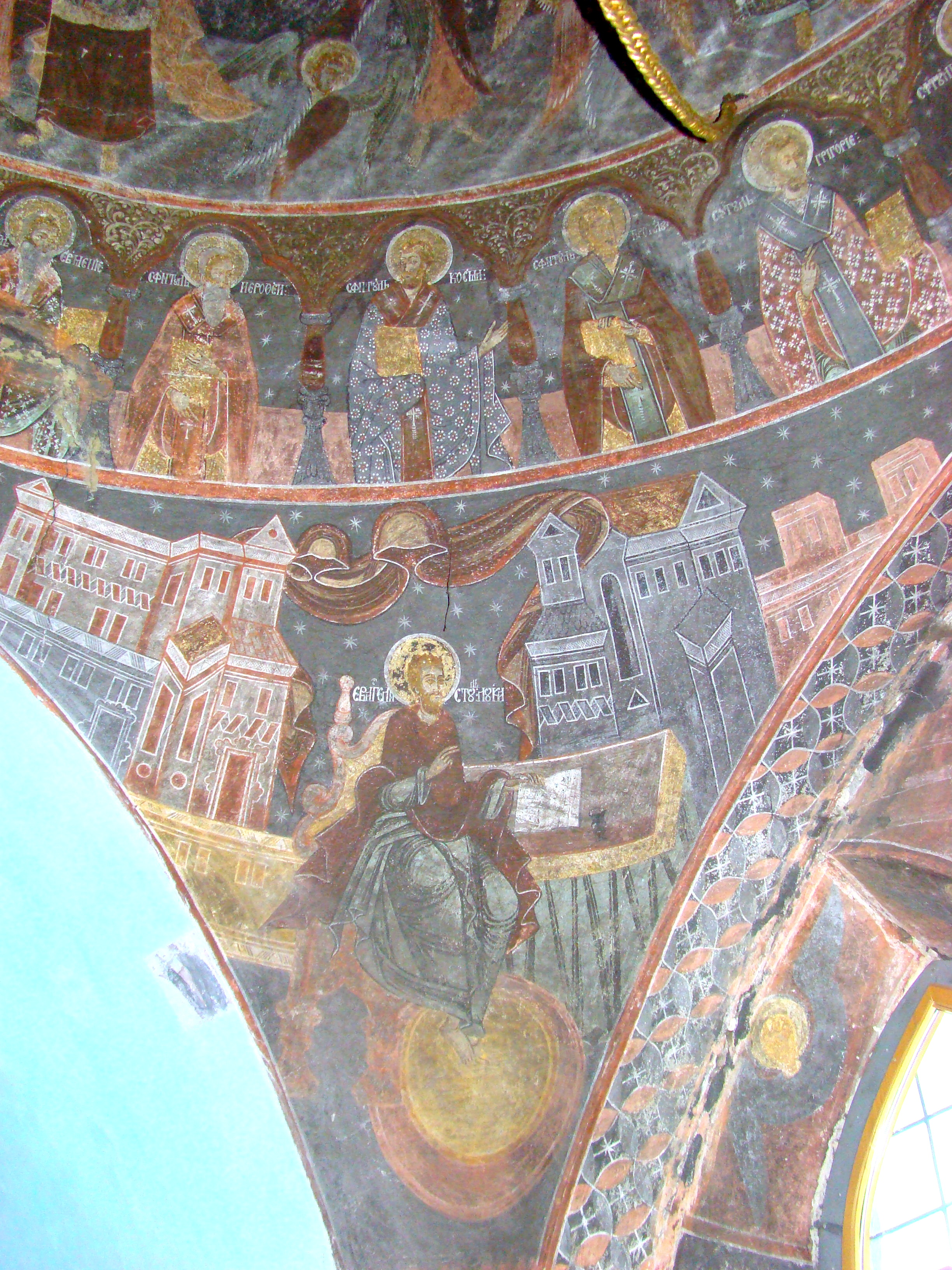
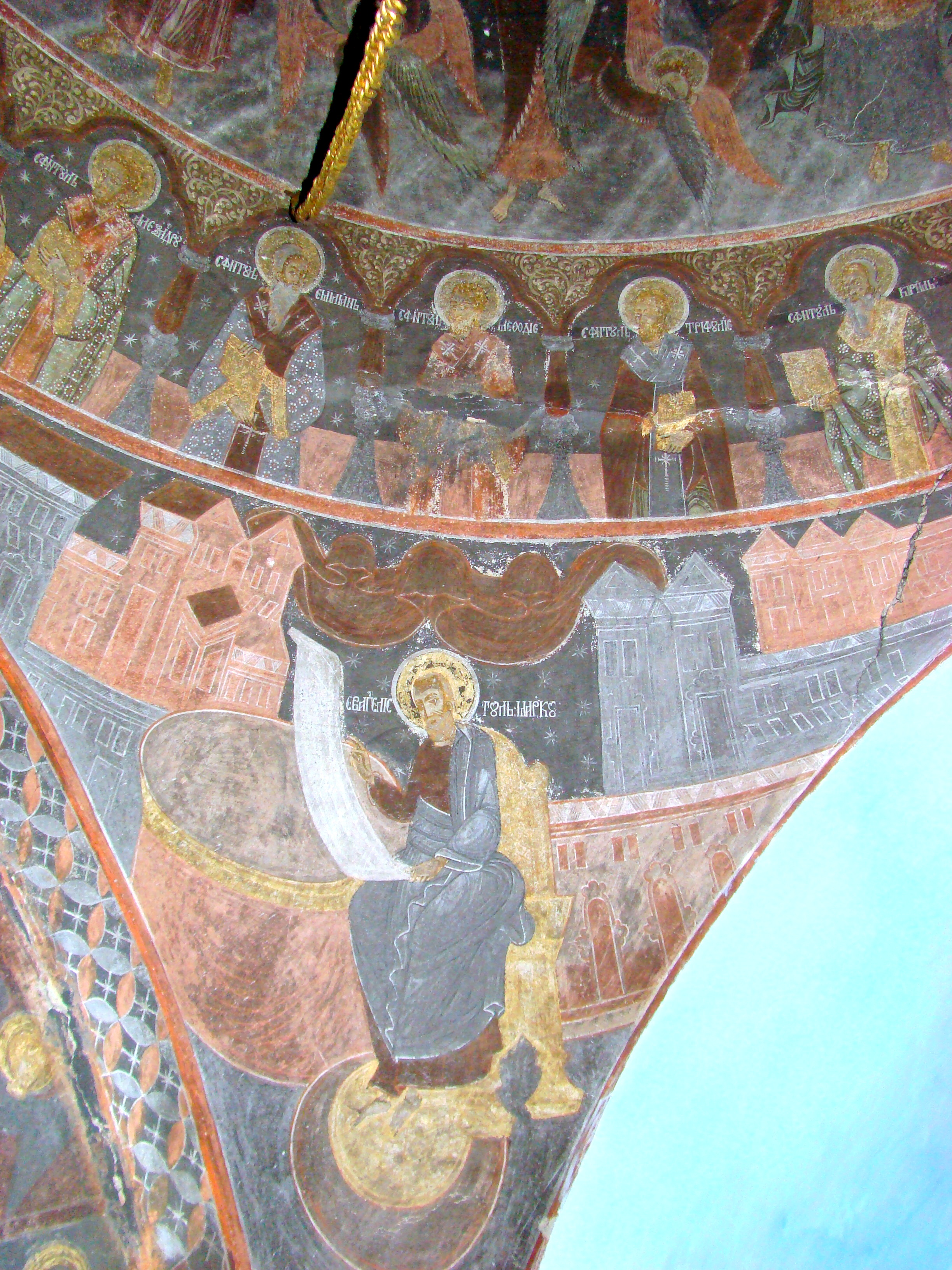
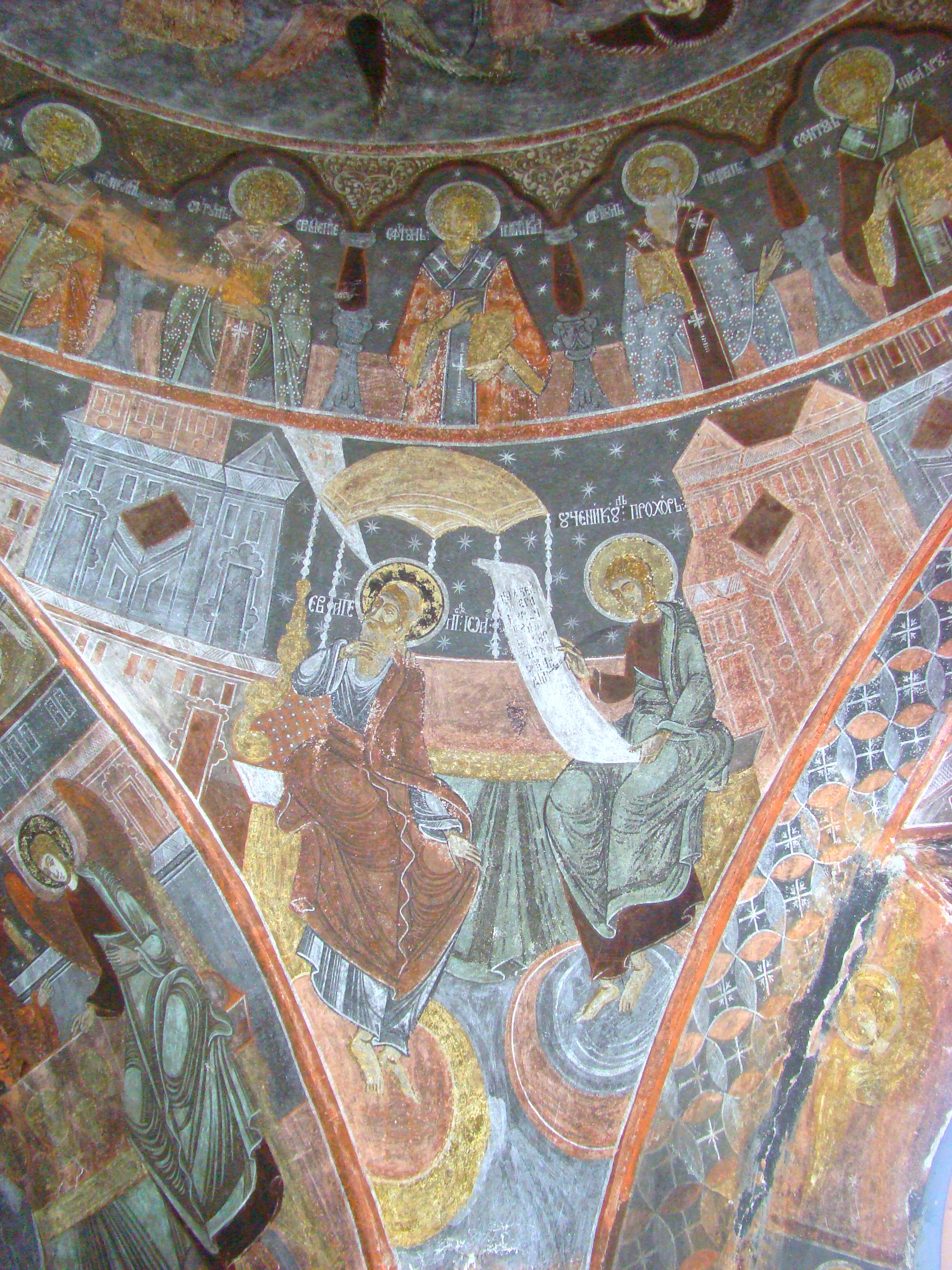
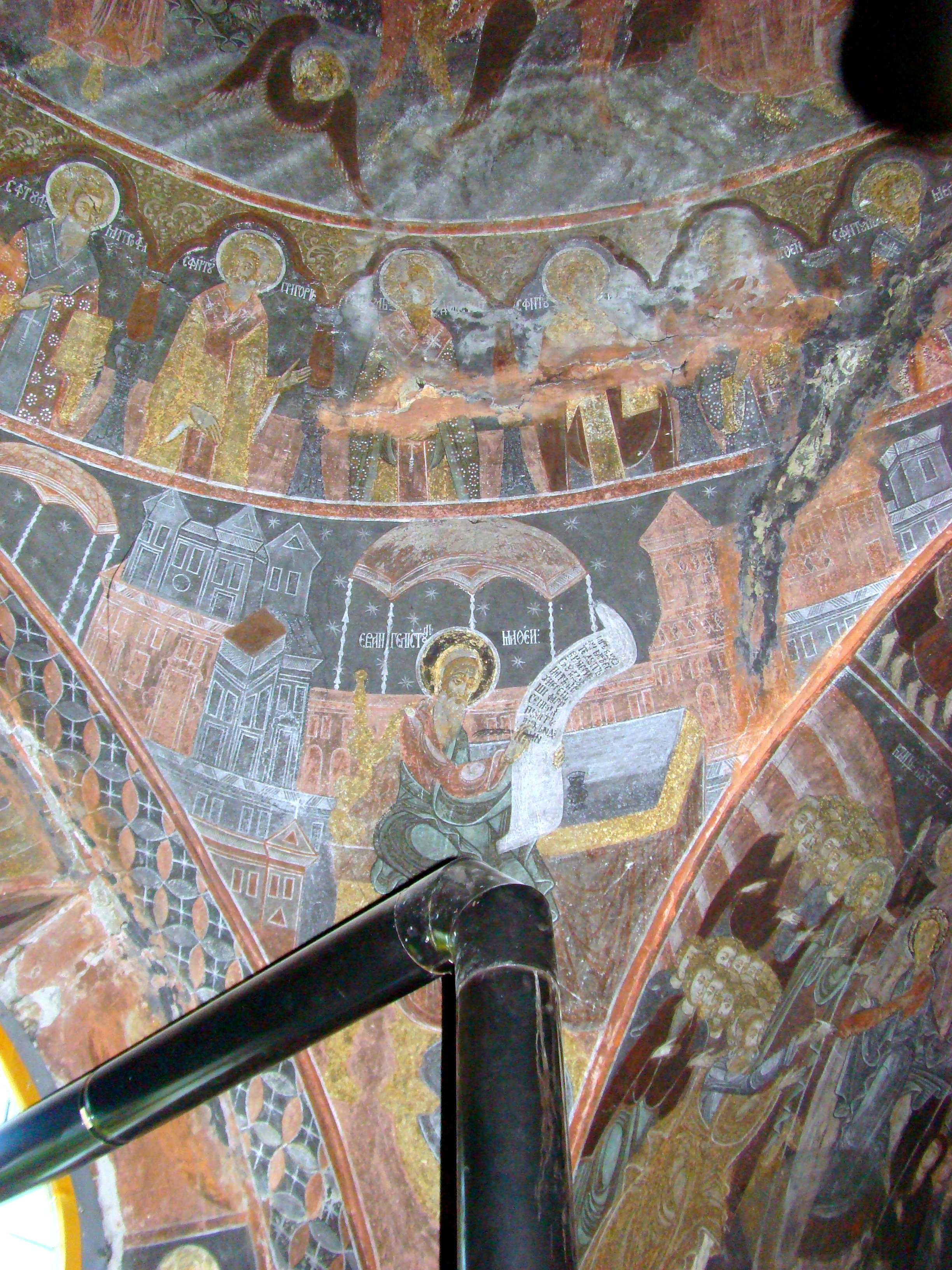
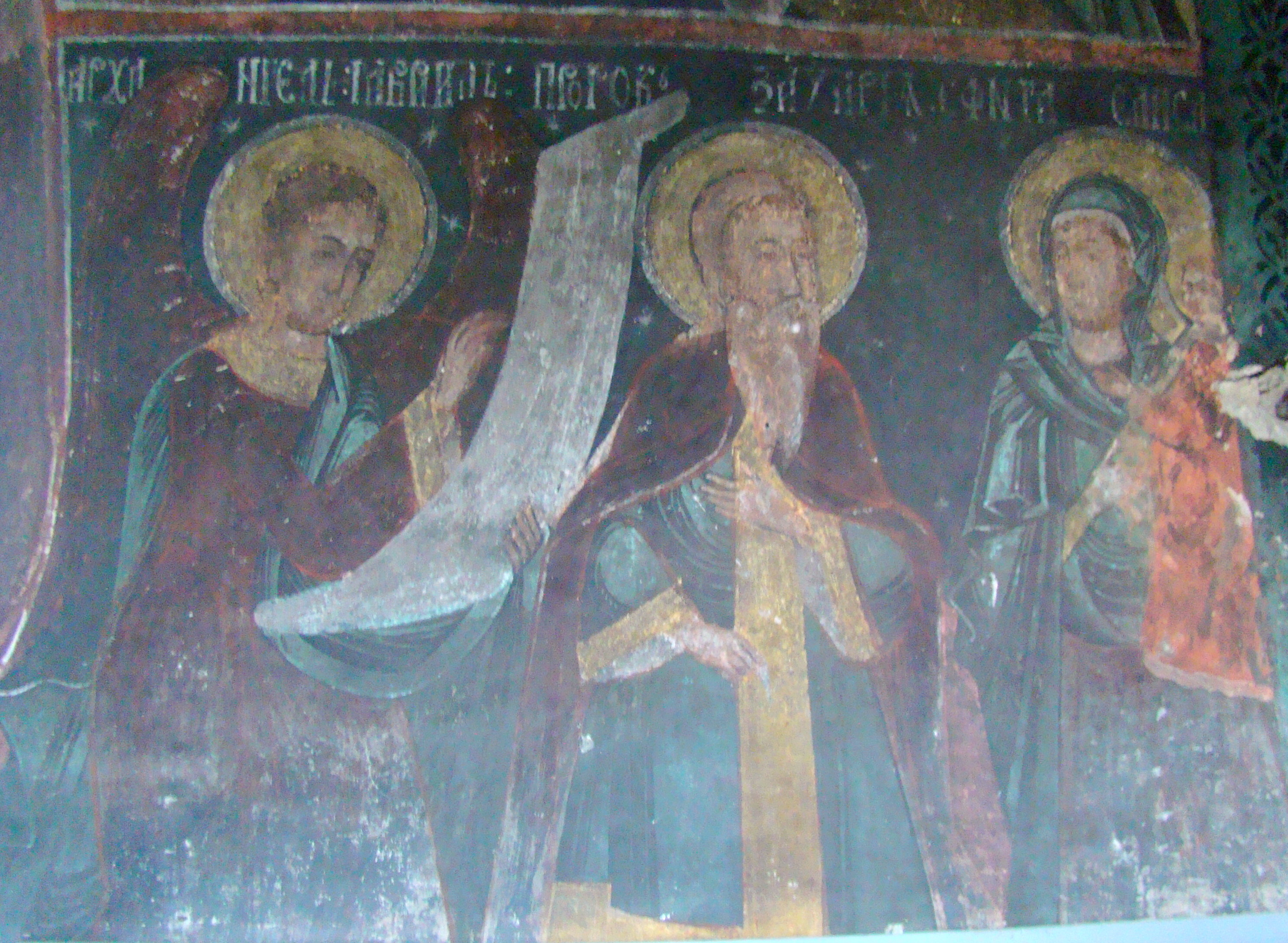
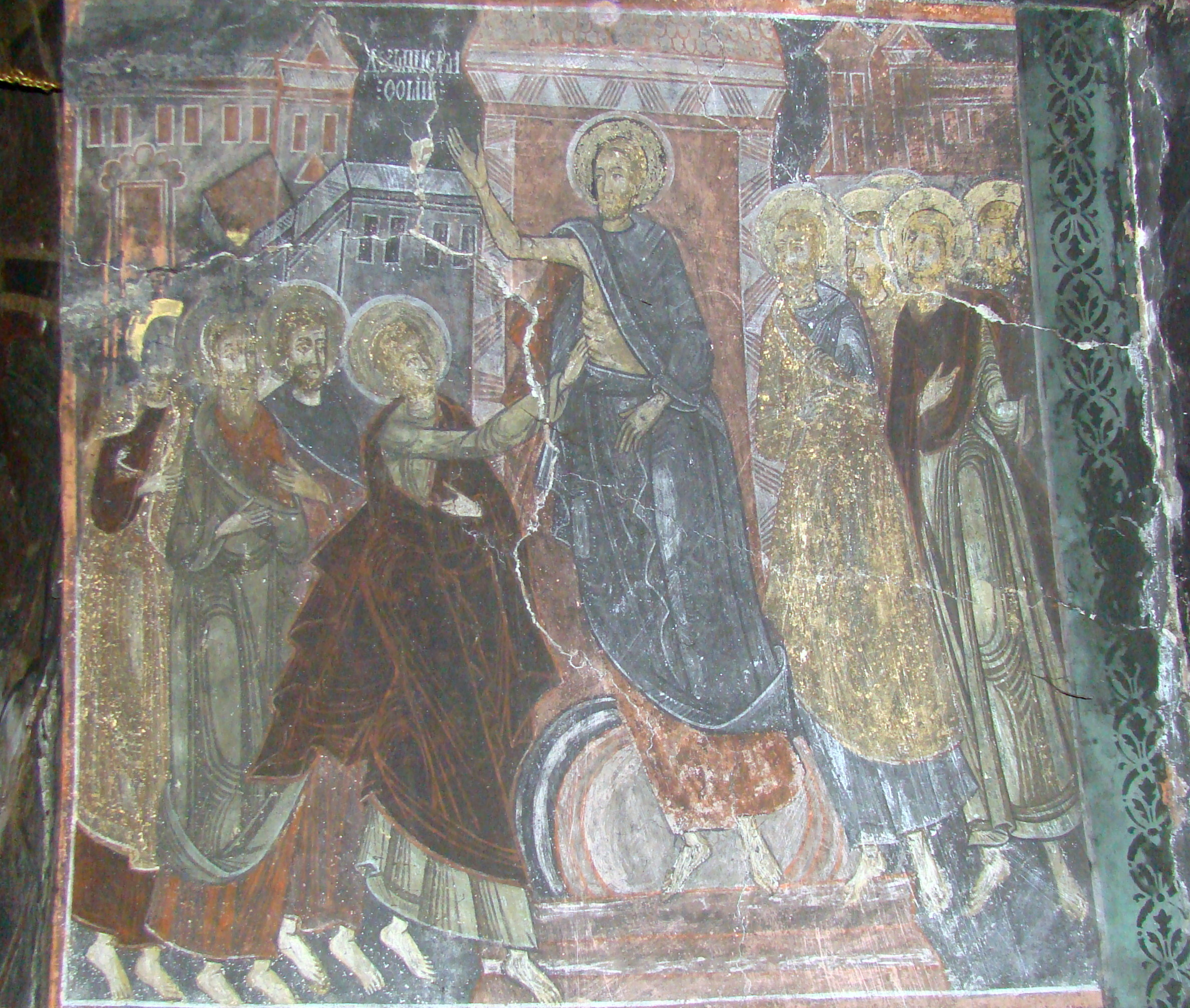
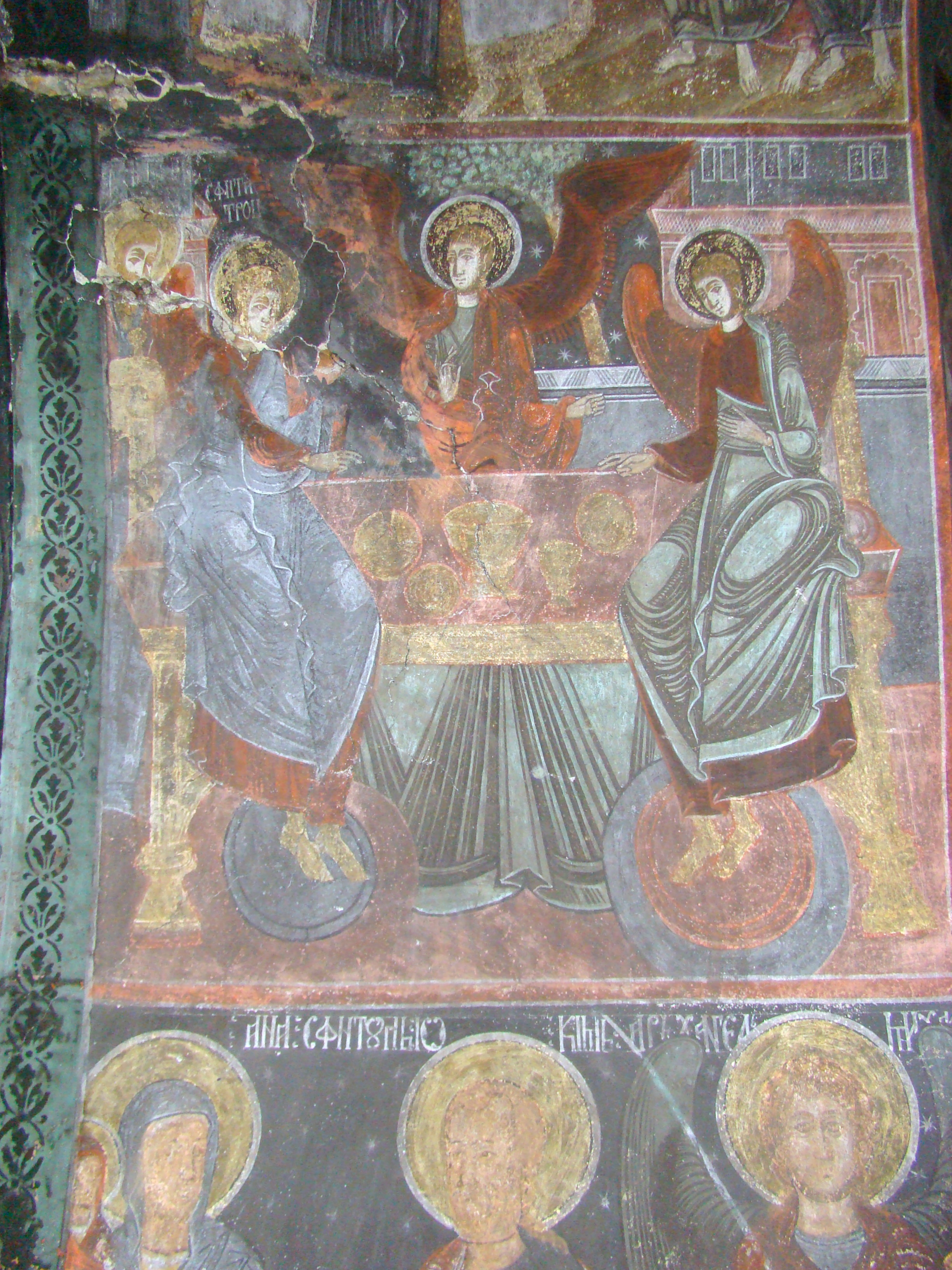
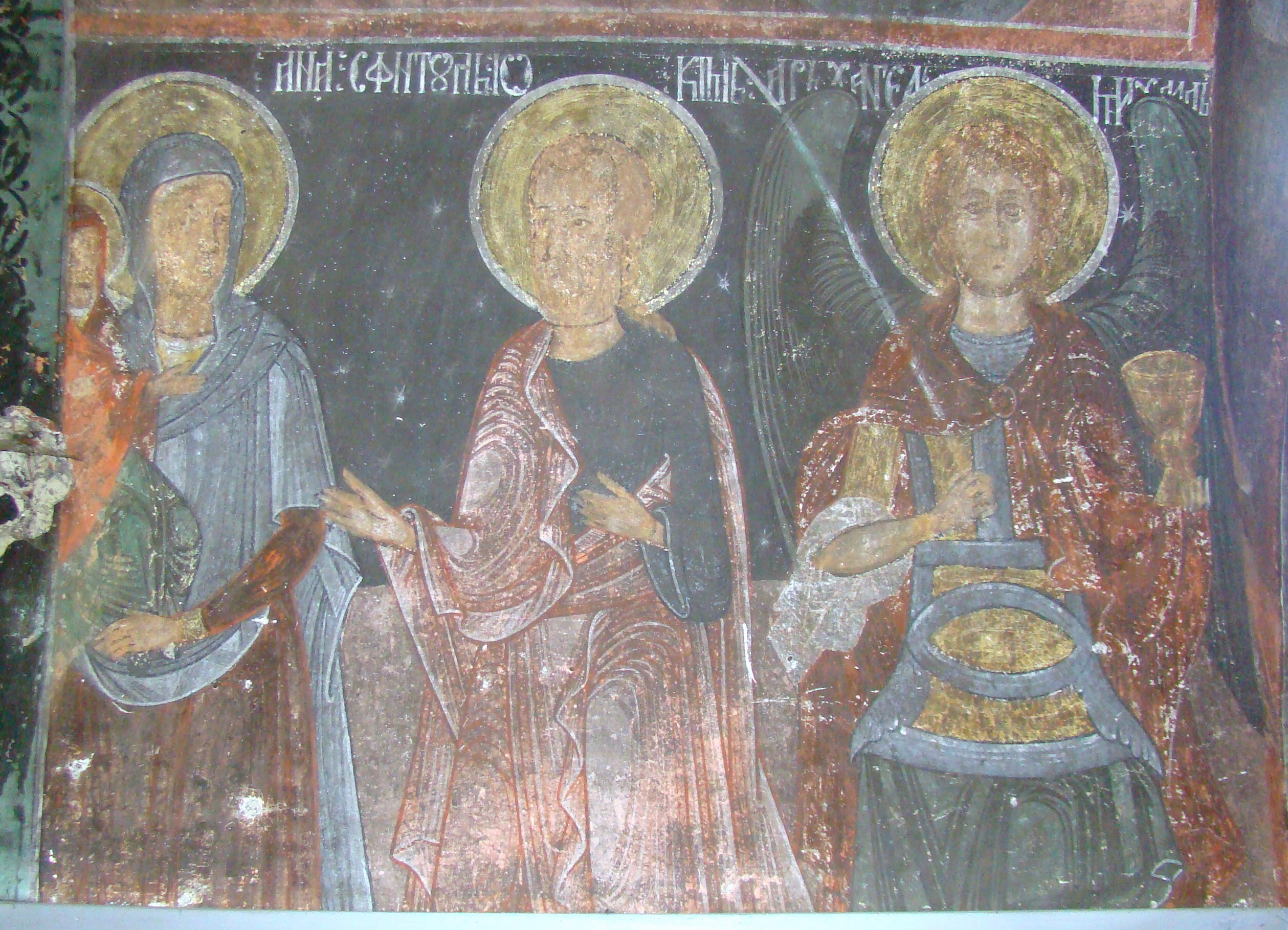
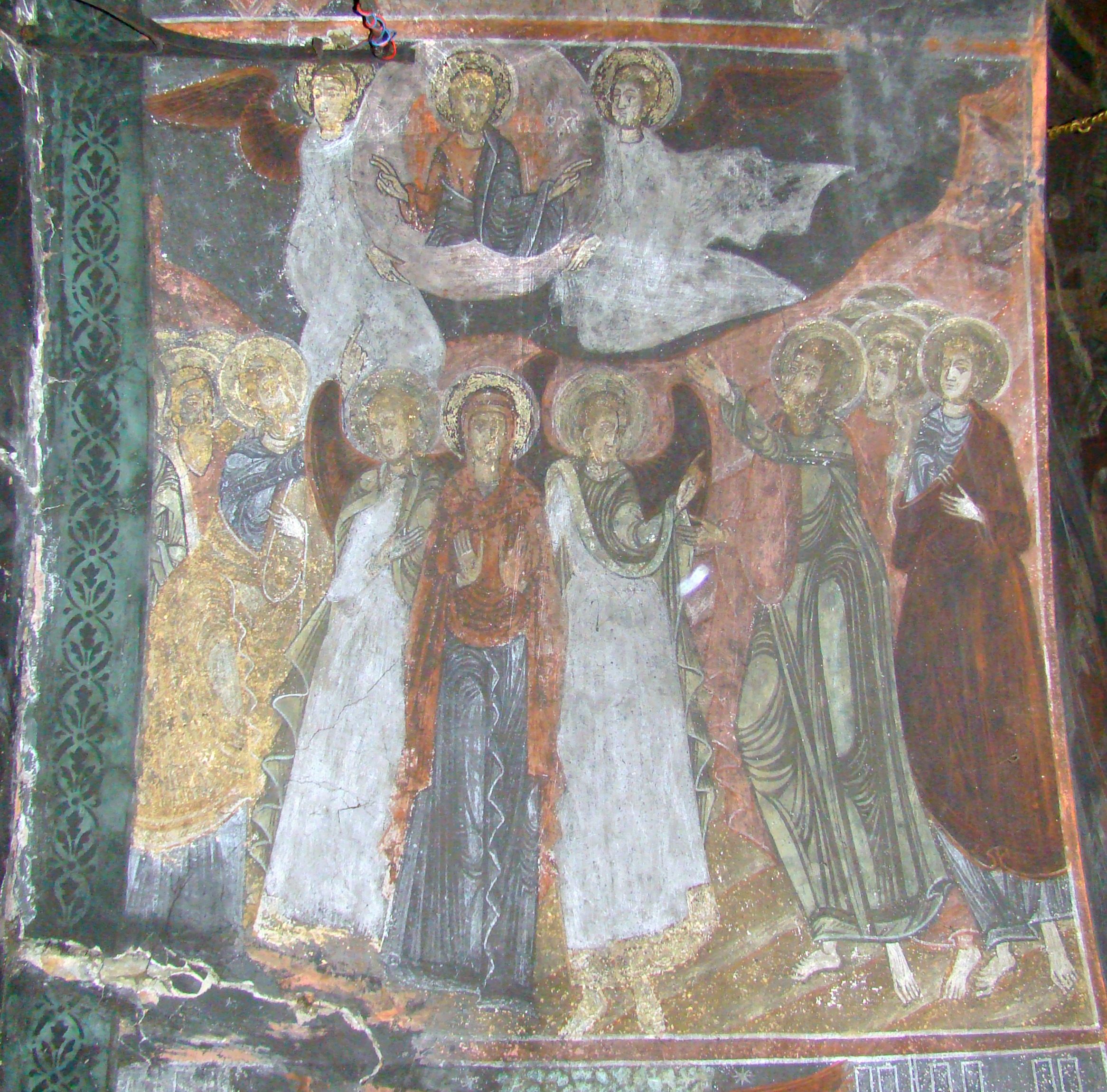
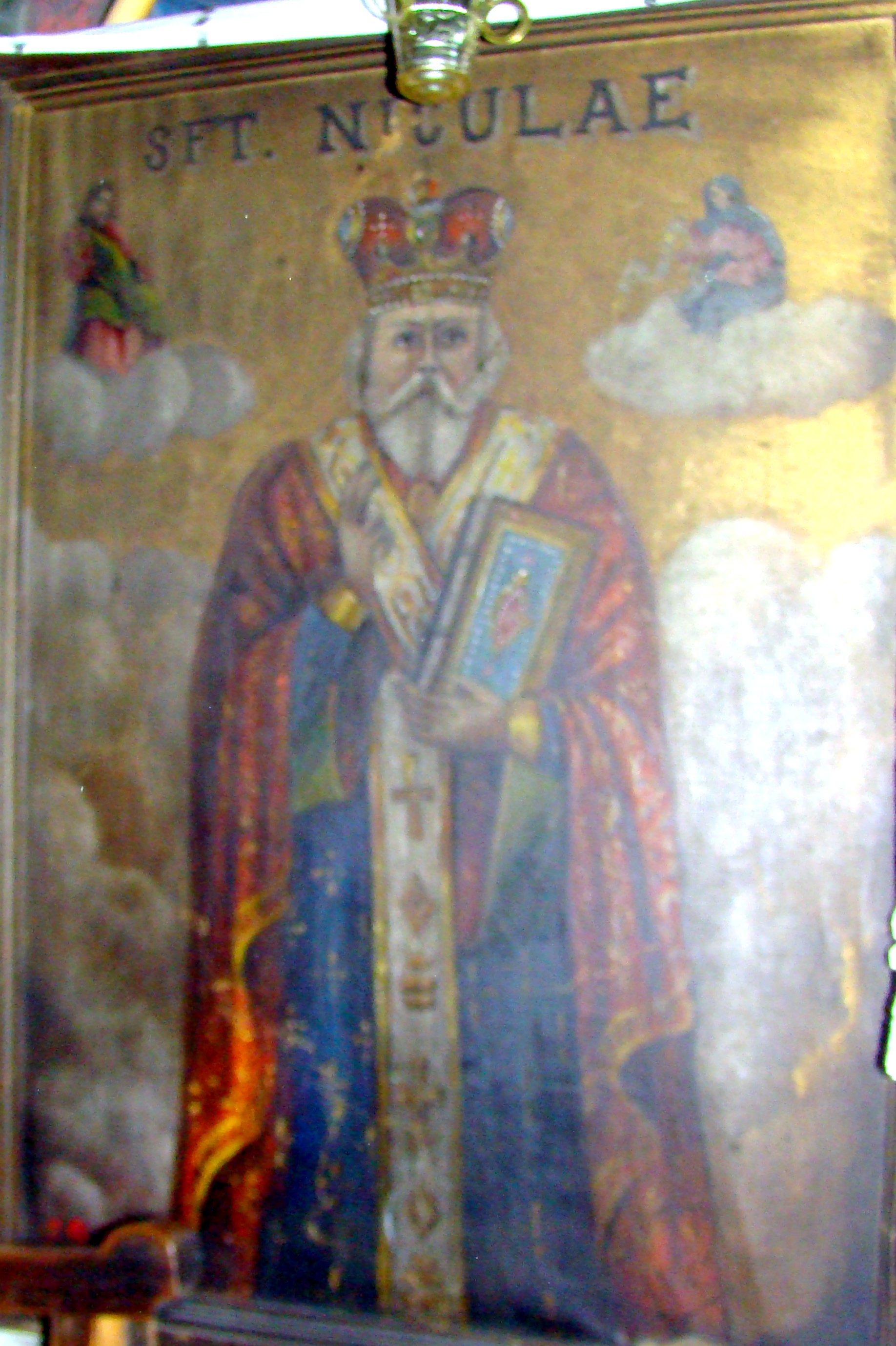
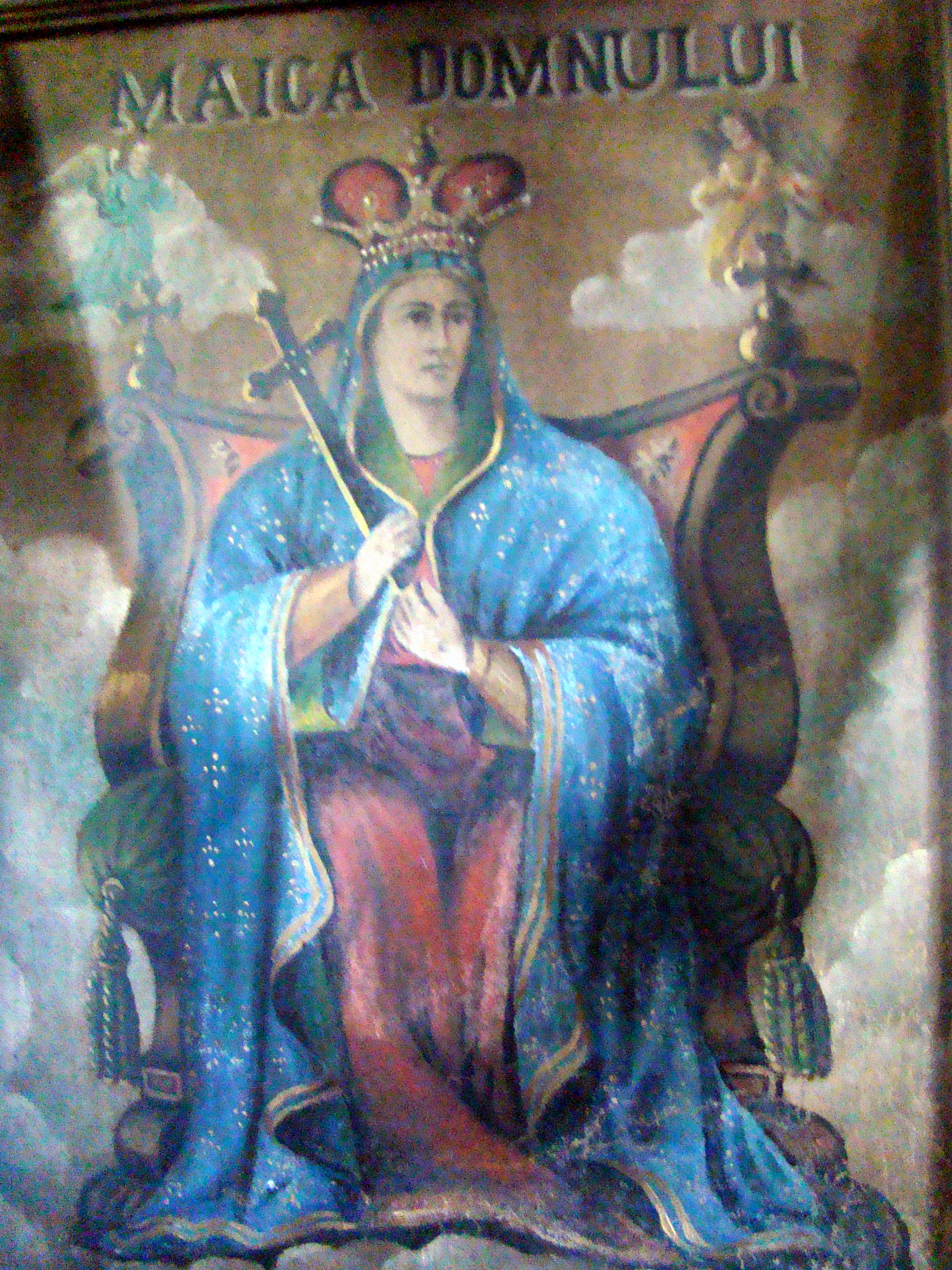
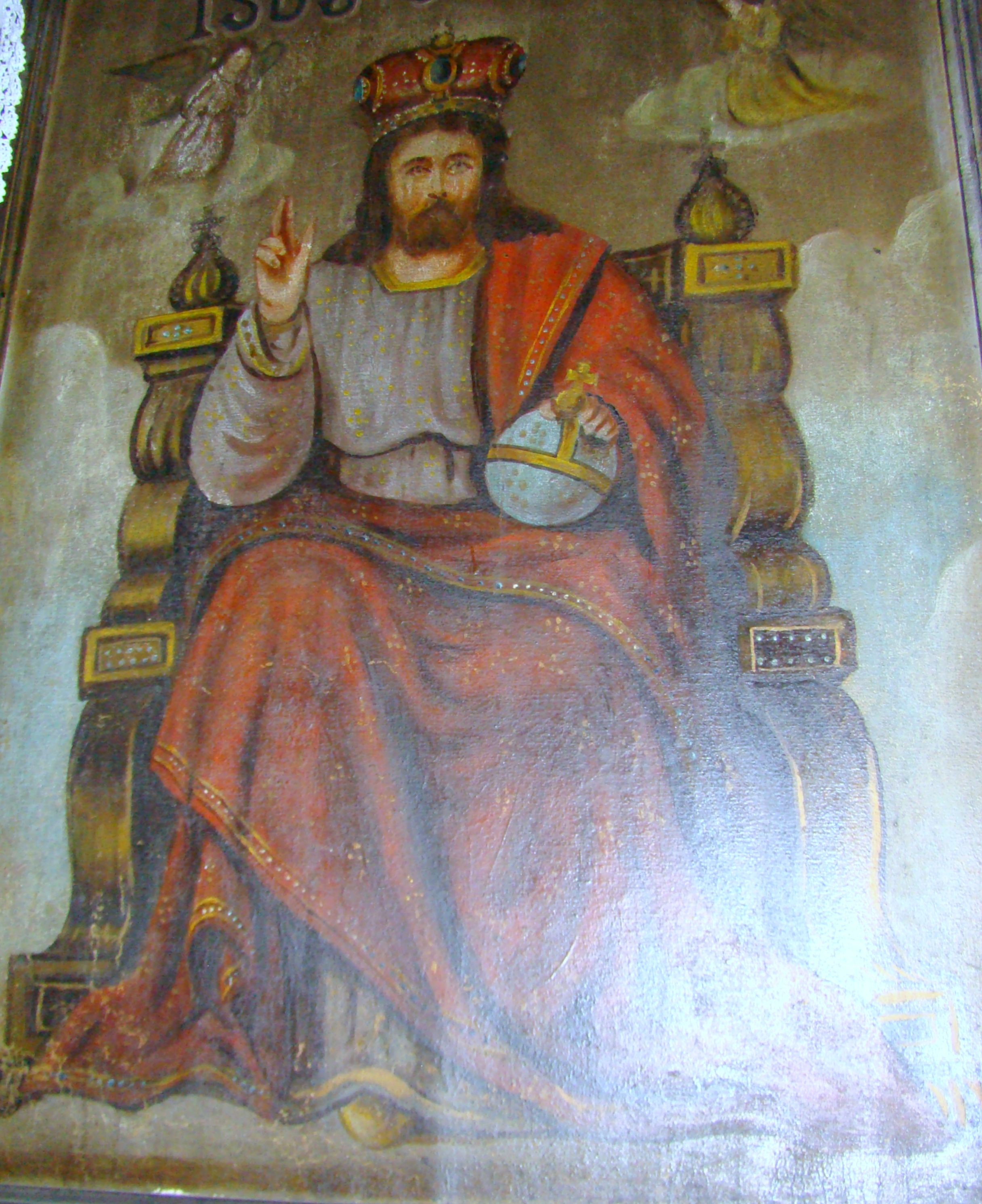
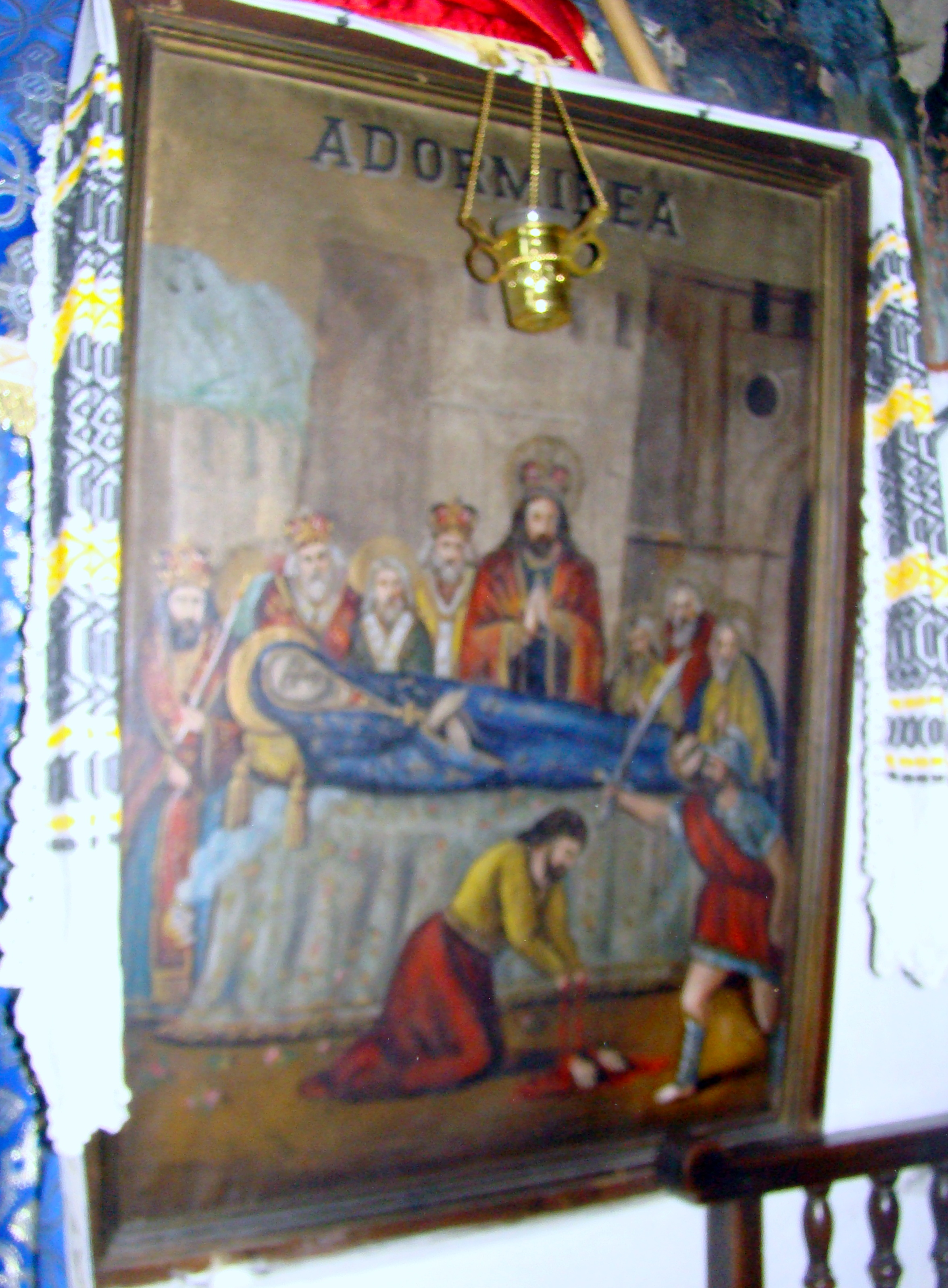
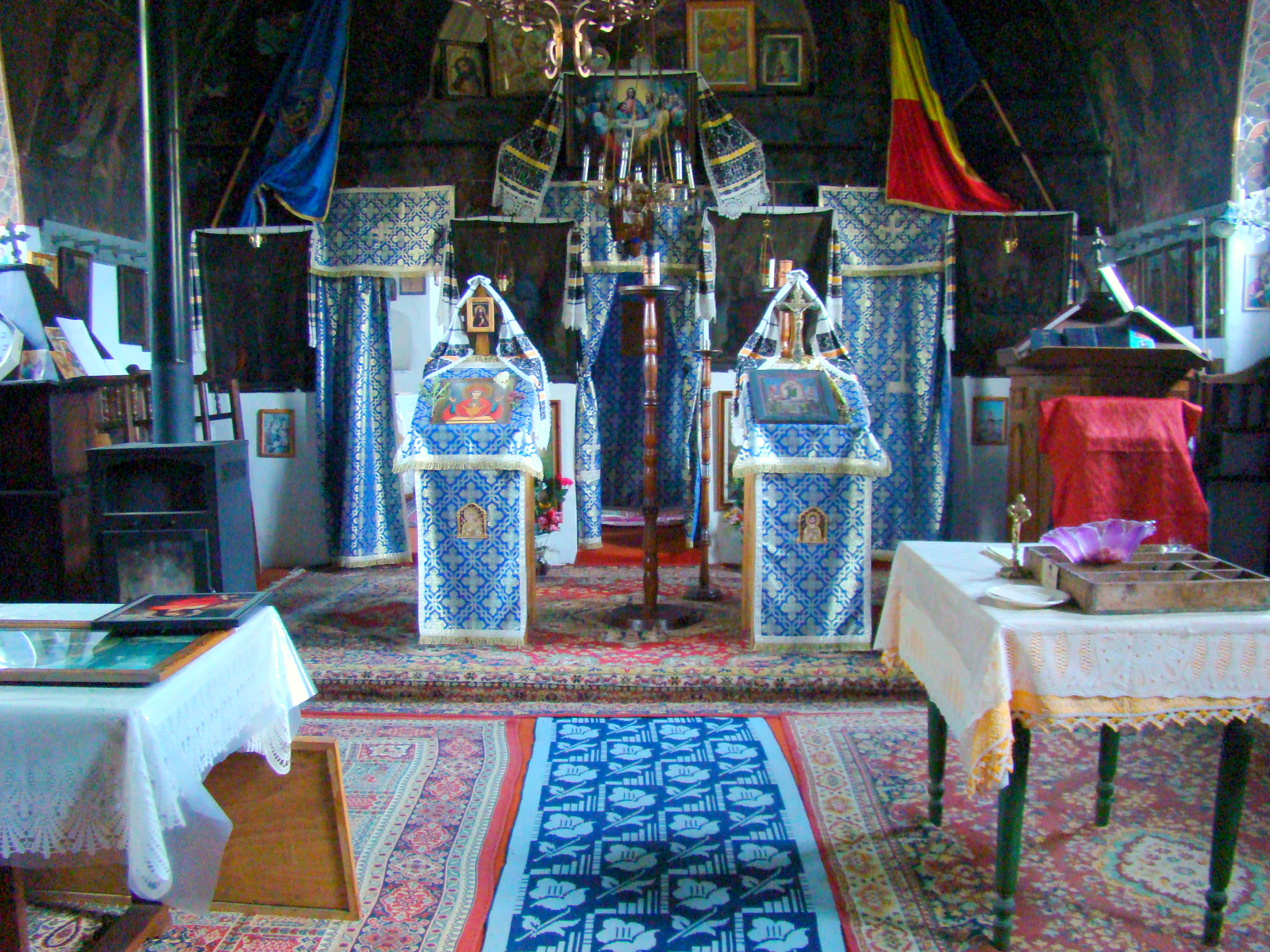
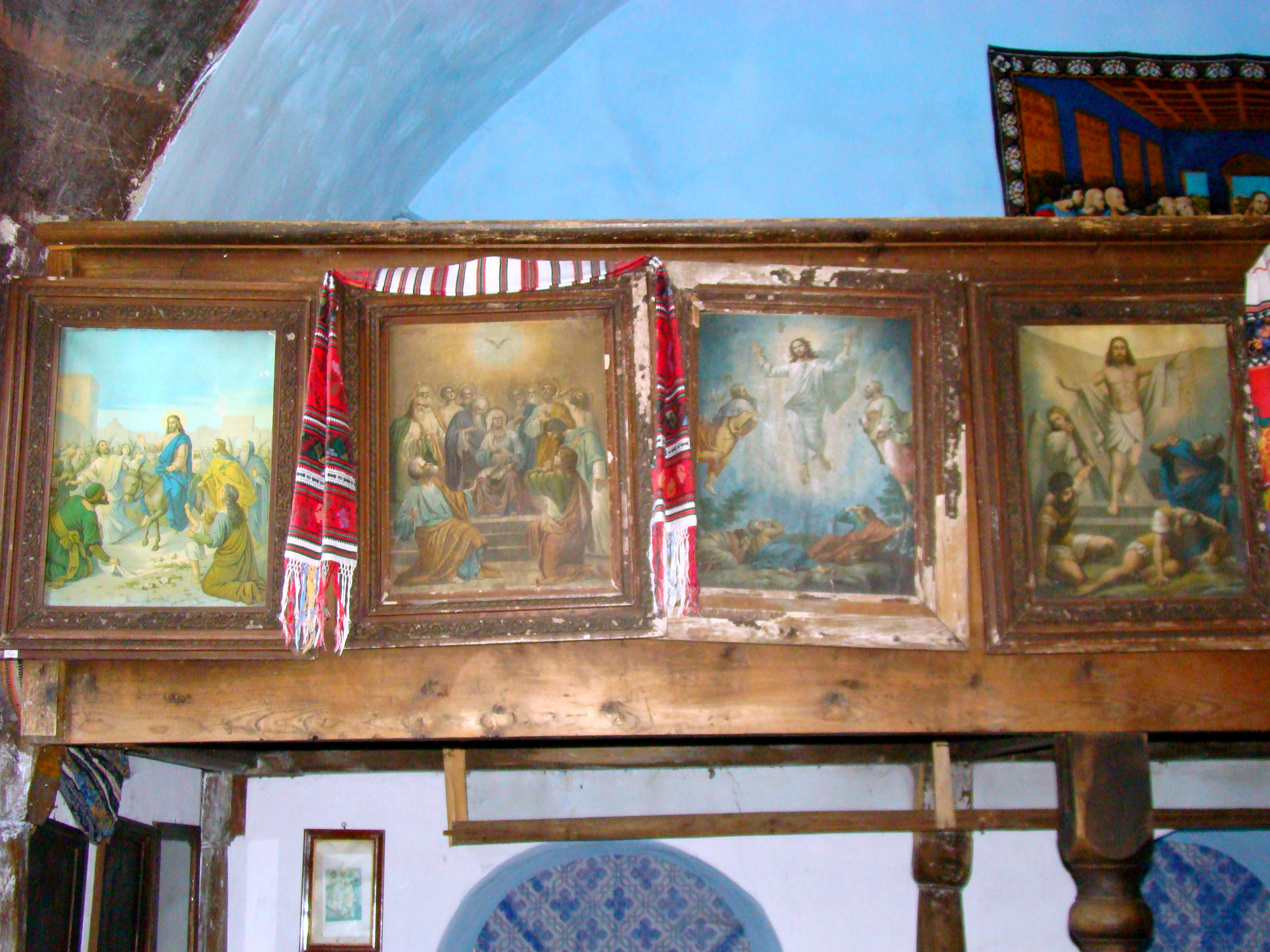
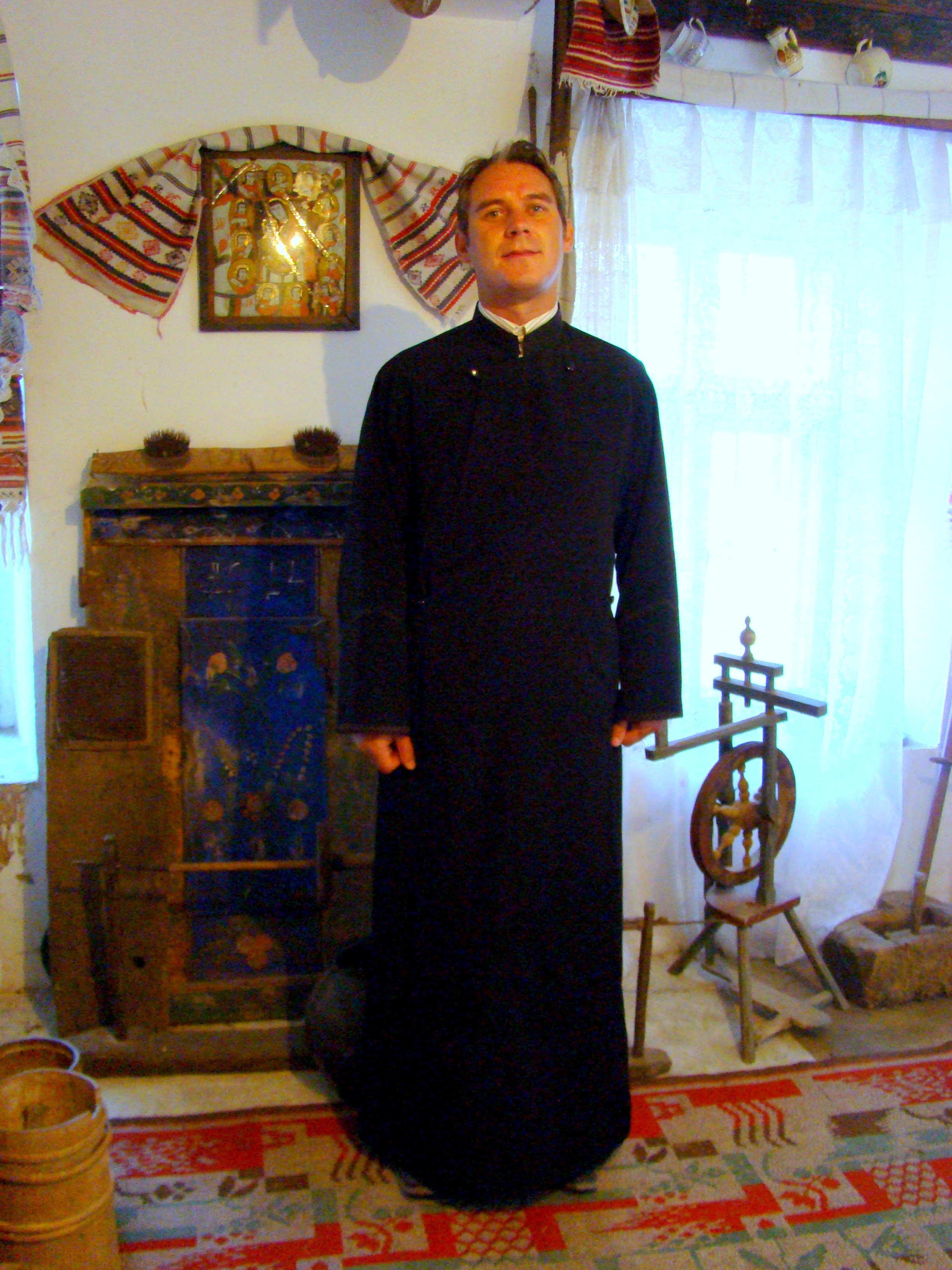
preotul paroh Alexandru Copăcean
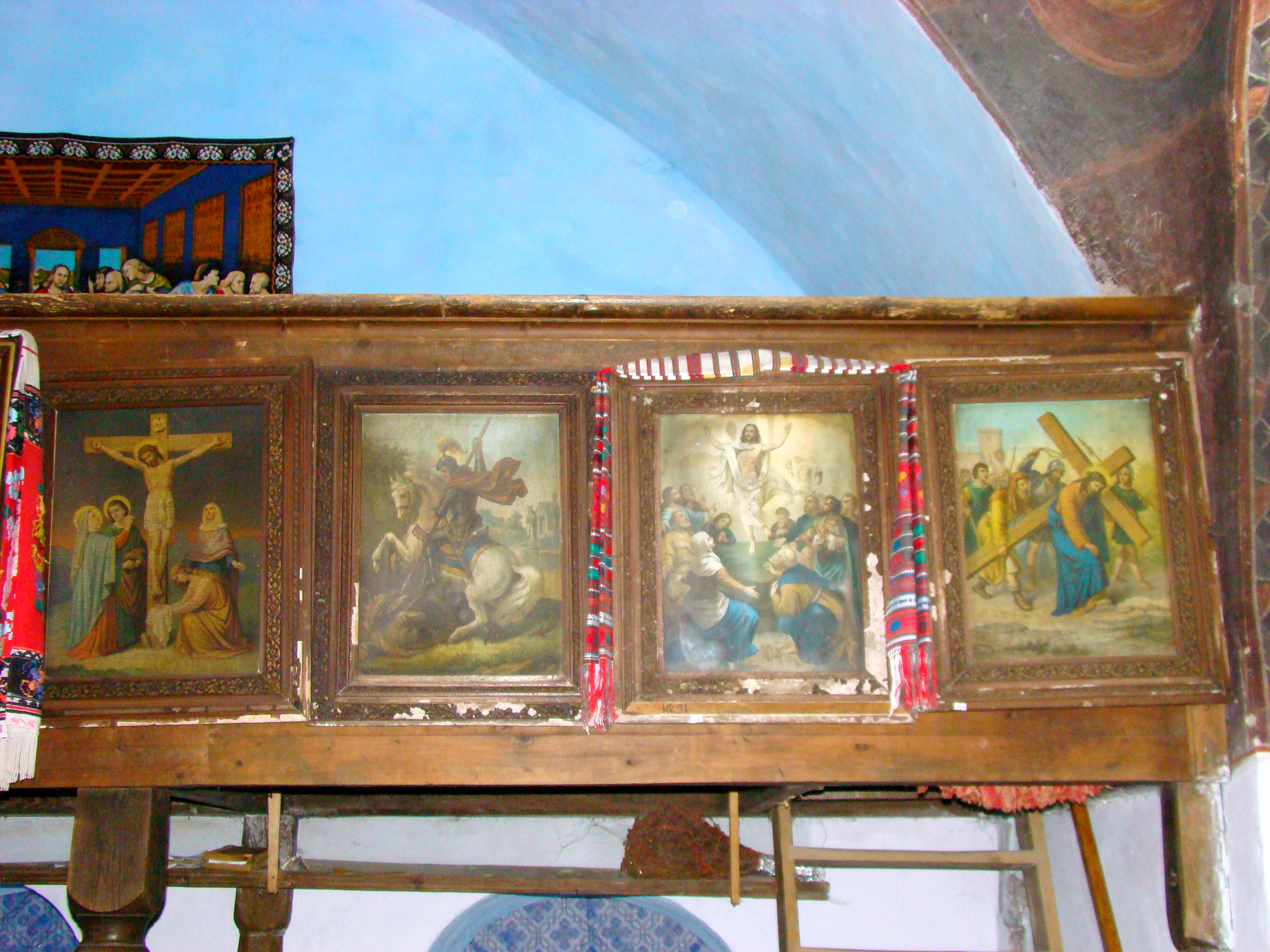